# Spartizioni della Polonia

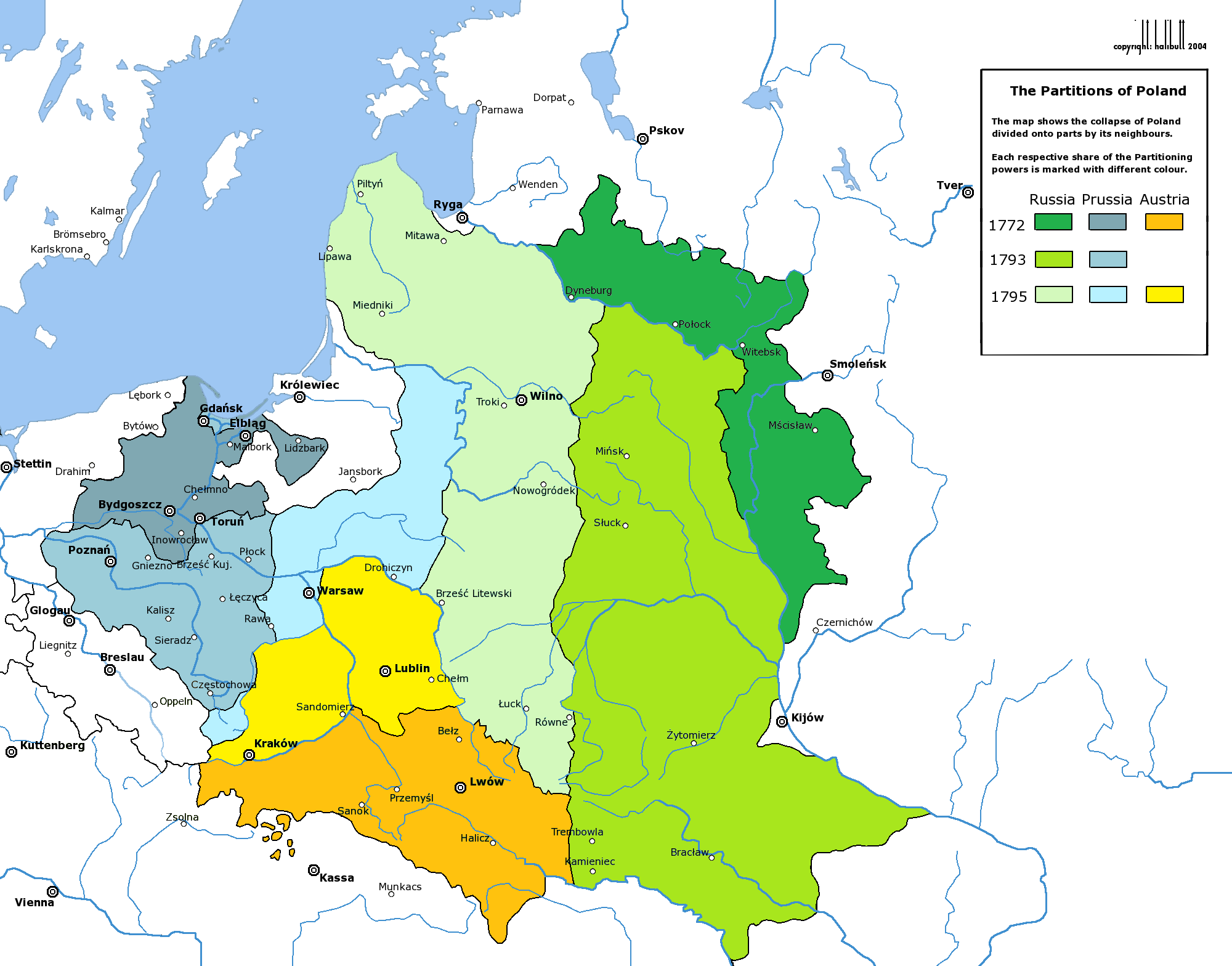
Le tre spartizioni della Polonia

Le spartizioni della Polonia (in polacco Rozbiór Polski o Rozbiory Polski; in lituano Padalijimas) furono le divisioni della Confederazione polacco-lituana avvenute alla fine del XVIII secolo in tre differenti occasioni (1772, 1793 e 1795) ad opera delle potenze confinanti rappresentate dall'Impero russo, dal Regno di Prussia e dall'Impero austriaco. In tutti questi casi ci furono assicurazioni riguardo al riconoscimento della lingua polacca, al rispetto per la cultura della Polonia e dei diritti dei suoi abitanti; non passò molto tempo tuttavia prima che queste promesse fossero disattese. Le spartizioni cancellarono infatti l'esistenza dello Stato polacco e di quello lituano dalla cartina dell'Europa dal 1796 alla fine della prima guerra mondiale, nel 1918, quando tornarono ad essere nazioni indipendenti.
Esauritosi l'effetto della libertà dorata nella seconda metà del XVIII secolo, a causa di numerose guerre precedenti e conflitti interni (avvenuti in concomitanza con la costituzione delle konfederacja), la Repubblica delle Due Nazioni appariva gravemente indebolita, tanto da passare nel 1768 sotto la supremazia della Russia. La zarina Caterina II chiese la parificazione legale-politica dei cosiddetti dissidenti, come erano chiamate le numerose comunità ortodosse che facevano capo agli abitanti polacco-lituani di etnia slava orientale della Polonia-Lituania di allora, ma anche protestante. Tuttavia, questo provocò la resistenza della nobiltà polacca cattolica (szlachta) e portò alla formazione della Confederazione di Bar (1768-1772).
Il Regno di Prussia approfittò di questa travagliata situazione e negoziò una strategia per la Polonia con la Russia. Infine, il re Federico II e la zarina Caterina II, grazie ad abili e ingegnose tecniche puramente diplomatiche, riuscirono ad annettere vaste aree della Polonia. L'obiettivo a lungo perseguito dalla Prussia di realizzare un ponte di terra verso la Prussia Orientale fu dunque raggiunto nel 1772.
Lo stato che rimase dopo questa prima divisione attuò varie riforme internamente, inclusa l'abolizione del principio di unanimità nel Parlamento (meccanismo del liberum veto), per cui la Polonia voleva riacquistare la sua capacità di agire. Le riforme portarono infine all'adozione di una Costituzione liberale il 3 maggio 1791. Tale zelo per la riforma, modellato dalle idee della Rivoluzione francese, tuttavia, contraddiceva gli interessi delle potenze vicine, di stampo assolutista, e fazioni conservatrici della nobiltà polacca (specie la Confederazione di Targowica nel 1792). Nel 1793 si promosse un'ulteriore divisione alla quale parteciparono la Prussia e l'Impero russo.
La rinnovata divisione incontrò una feroce resistenza, così che i rappresentanti della piccola nobiltà unirono parti della borghesia e classe contadina in una rivolta popolare condotta da Tadeusz Kościuszko. Dopo che l'insurrezione si placò per opera delle potenze occupanti, la Prussia e la Russia decisero nel 1795, allora di nuovo con la partecipazione austriaca, di dividere completamente la repubblica aristocratica polacco-lituana.
Dopo la vittoria sulla Prussia nella pace di Tilsit nel 1807, Napoleone Bonaparte istituì il Ducato di Varsavia come stato satellite francese dalle aree di spartizione prussiane risalenti alla seconda e alla terza divisione. Nella pace di Schönbrunn nel 1809 espanse il ducato alla Galizia occidentale, la fetta di territorio andata agli austriaci del 1795. Dopo la sconfitta di Napoleone nella campagna di Germania del 1813, il Congresso di Vienna lo ridusse nel 1815 alla Posnania e alla Repubblica di Cracovia. Dalle ceneri del ducato emerse il Regno del Congresso, una monarchia costituzionale in unione personale governata dall'autocratico imperatore di Russia che vantava altresì il titolo di "re di Polonia".
Oltre alle tre tradizionali spartizioni della Polonia, si suole talvolta indicarne alcune ulteriori con riferimento a quelle di epoca post-napoleonica o a quella avvenuta a seguito della firma del patto Molotov-Ribbentrop del 1939 sottoscritto da Germania nazista e URSS.

## Antefatti
Dalla prima metà del XVII secolo la Repubblica delle Due Nazioni partecipò a vari conflitti con le potenze vicine, in particolare ai ricorrenti scontri con l'Impero ottomano, quelle con la Svezia e con la Russia mise a dura prova la stabilità interna.

### Seconda guerra del Nord
I conflitti armati, che scossero gravemente lo stato dell'Unione, iniziarono nel 1648 con la rivolta di Chmel'nyc'kyj dei cosacchi ucraini, ribellatisi al dominio polacco nella Rus occidentale. Nel trattato di Perejaslav i cosacchi accettarono la protezione dello Zarato di Russia, evento che innescò la guerra russo-polacca (1654-1667). Le vittorie e l'avanzata dei russi e dei cosacchi ucraini sotto Chmel'nyc'kyj spinsero la Svezia a invadere la Polonia dal 1655 generando la seconda guerra del Nord: le aggressioni degli scandinavi sono passate alla storia nei testi polacchi come diluvio. Verso la fine del 1650, quando altre potenze entrarono in guerra e anche Varsavia e Cracovia avevano subito attacchi, la Svezia non riuscì più a competere e dovette accettare, con la pace di Oliva del 1660, il ripristino dello status quo ante. Tuttavia, gli scontri con la Russia continuarono e culminarono infine in un armistizio nel 1667, risultato sfavorevole per la Polonia (trattato di Andrusovo) e che costò la perdita di milioni di abitanti, i quali preferirono spostarsi a est.
La Polonia non si indebolì solo a livello territoriale. In termini di politica estera, la Confederazione divenne sempre più incapace di agire, patendo economicamente le catastrofiche conseguenze della guerra: metà della popolazione era morta nel corso dei conflitti o era stata espulsa, il 30% dei villaggi e delle città appariva rasa al suolo o danneggiata in modo grave. Il calo dei prodotti agricoli, settore precipuo nel commercio locale, si rivelò drammatico, con la sola produzione di cereali che raggiungeva solo il 40% dei valori prebellici. Fino all'inizio del XVIII secolo la Polonia rimase indietro con lo sviluppo sociale ed economico, non riuscendo più a recuperare il margine con le potenze confinante fino al prossimo secolo.

### Grande guerra del Nord
Il Settecento cominciò con un'altra guerra lancinante, la grande guerra del Nord (1700-1721), che viene spesso considerato l'evento scatenante le spartizioni della Polonia diversi decenni più tardi. Le rinnovate controversie sulla supremazia nell'area del Mar Baltico durarono per oltre 20 anni: la maggioranza dei vicini aderì all'intesa di Preobraženskoe per formare la "Lega nordica" e alla fine sconfissero la Svezia. La pace di Nystad nel 1721 segnò il declino della Svezia come grande potenza nell'Europa centro-settentrionale.
Il ruolo della Polonia-Lituania nel conflitto rivelò fin troppo chiaramente la debolezza della repubblica: anche prima dell'inizio della lotta, la repubblica aristocratica non appariva più una temibile entità statale. Viceversa, la Russia sembrava acquisire un ruolo sempre maggiore, circostanza che non fu ignorata dal nuovo re di Polonia e principe elettore di Sassonia Augusto II, il quale cercò di sfuggire alle controversie sul dominium maris Baltici. Al contempo, si mise in atto per rafforzare la propria posizione come quella della Casata di Wettin. La strada che intendeva intraprendere risultava volta probabilmente a realizzare un'unione reale tra Sassonia e Polonia con una monarchia ereditaria, come era stato per la Confederazione.
Dopo che la Russia aveva sconfitto le truppe scandinave nella campagna di Poltava nel 1709, la Lega anti-svedese era finalmente sotto la guida dell'Impero zarista. Per la Polonia, ciò comportò una notevole perdita di importanza, in quanto non poteva più indirizzare l'ulteriore corso della guerra. La Russia non vedeva più la Confederazione come un potenziale alleato, ma solo come la periferia del suo impero. Fu da allora che si previde di esercitare la propria influenza sulla repubblica aristocratica a tal punto da escluderla dell'influenza delle potenze concorrenti. La Polonia entrò dunque gradualmente in una crisi politica.
La situazione interna dello stato non pareva migliore di quella in politica estera: oltre ai suoi tentativi finalizzati a tessere maggiormente un legame tra la Sassonia e Varsavia, Augusto II provò a riformare la repubblica secondo i suoi disegni e accrescere il potere del re. Tuttavia, questi non godeva di sostegno sufficiente per portare avanti un tale lavoro di riforma assolutista contro la potente nobiltà polacca. Proprio per tale ragione, non appena cercò di attuare le sue riforme, si attirò le antipatie della szlachta e, nel 1715, prese forma contro di lui la confederazione di Tarnogród. Proprio nella fase più drammatica della tensione tra il re e i suoi sudditi polacchi, quando l'unione di aristocratici sopraccitata s'oppose all'ultimo tentativo dinastico di Augusto II, entrò in scena lo zar Pietro il Grande come mediatore ed impose il trattato di Varsavia (1716), allo scopo di sventare definitivamente le mire personali di Augusto, per disarmare la Polonia e per avvilupparla nella rete dei suoi intrighi.
Alla fine della grande guerra del Nord nel 1721, benché la Polonia comparisse tra i vincitori ufficiali, il processo di subordinazione della repubblica agli interessi egemonici degli stati stranieri vicini, in forte sviluppo, appariva causato e aumentato da una «coincidenza di crisi interna e cambio di costellazione di politica estera». De iure, la Polonia non appariva ovviamente ancora un protettorato della Russia, ma di fatto la perdita di sovranità risultava lampante. In virtù di siffatte motivazioni, nei decenni successivi, la Russia condizionò la politica polacca.

### Dipendenza dall'estero e resistenza interna
Quanto fosse acuta la dipendenza dalle altre potenze europee emergeva dalla decisione relativa al successore al trono dopo la morte di Augusto II nel 1733. Mentre in passato la sola szlachta procedeva alle elezioni reali, in quell'occasione intervennero Francia e Svezia, cercando di insediare Stanislao Leszczyński, suocero di Luigi XV sul trono. Tuttavia, i tre stati confinanti rappresentati da Prussia, Russia e Austria provarono a impedirlo e, anche prima della morte di Augusto II, si impegnarono a vicenda per proporre un proprio candidato comune, a patto che non fosse di nuovo un Wettin, come concordato nel cosiddetto trattato delle tre aquile nere. Ad ogni modo, la nobiltà polacca ignorò la decisione degli stati vicini e votò per Leszczyński, ma la Russia e l'Austria non furono soddisfatte di questa decisione e si mostrarono favorevoli a una seconda elezione. Contrariamente agli accordi e senza consultare la Prussia, nominarono il figlio del defunto re, Augusto III. Subito dopo, esplose una guerra di successione durata tre anni, terminata con la sconfitta della confederazione di Dzików, ostile ai Wettin, costrinse Leszczyński ad abdicare.

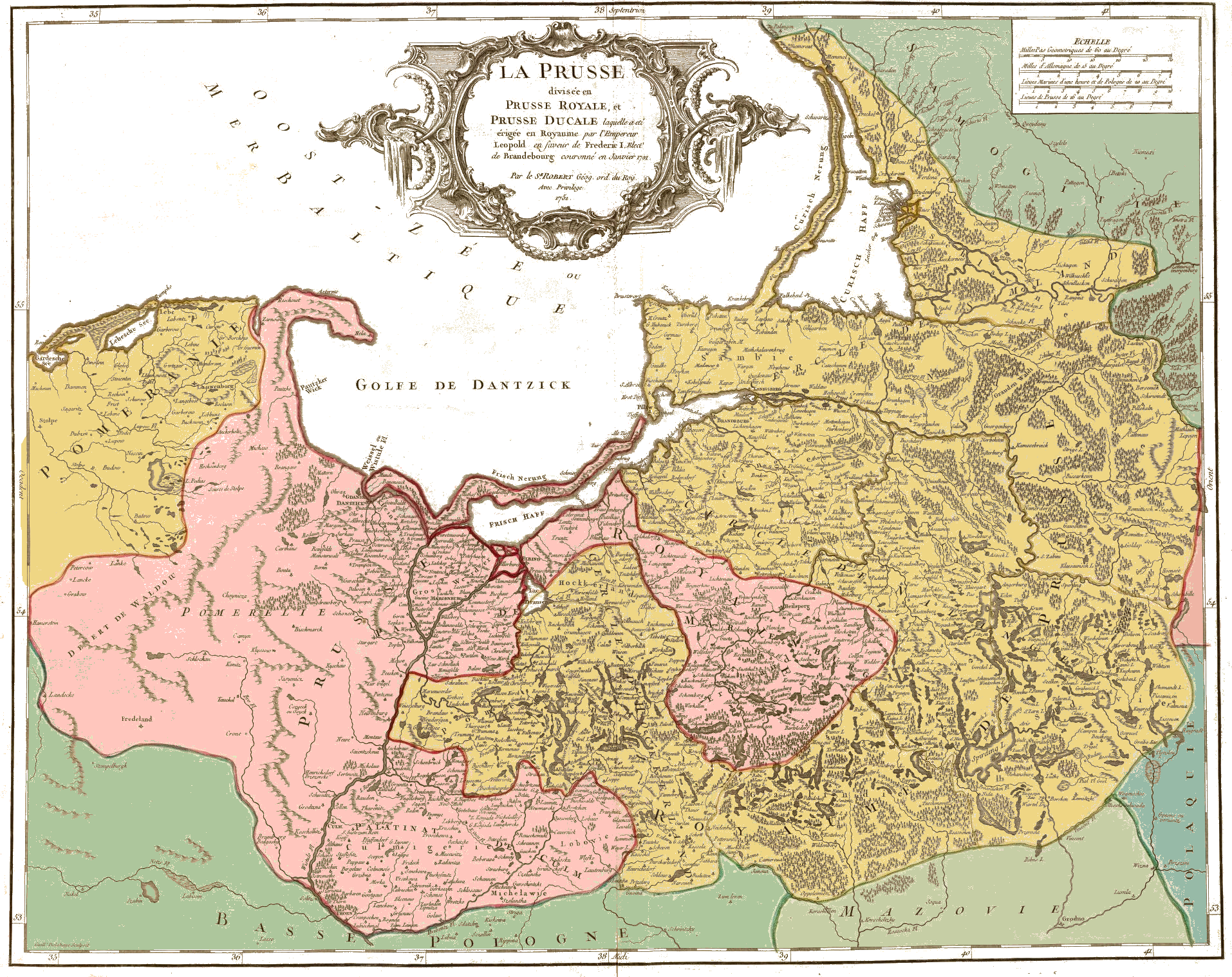
Mappa di Gilles Robert de Vaugondy del 1751: la Prussia reale (in rosa) e la Prussia Orientale (in giallo), elevata a regno da Leopoldo I in favore di Federico I, principe elettore di Brandeburgo, incoronato nel gennaio 1701. A sinistra, in giallo la Pomerania prussiana. Le altre parti della Polonia sono in verde

La guerra tra konfederacja avrebbe paralizzato la repubblica per quasi tutto il XVIII secolo. Lo scontro tra le varie fazioni avrebbe reso impossibile riformare un sistema basato sull'unanimità in virtù del meccanismo del liberum veto, usato per la prima volta nel 1653, attraverso cui anche un solo membro del parlamento poteva bloccare l'iter legislativo di approvazione di una proposta. Attraverso l'influenza delle potenze vicine, le incomprensioni interne della repubblica si fecero laceranti, tanto che ad esempio durante tutto il regno di Augusto III, tra il 1736 e il 1763, non si riuscì ad emanare alcun provvedimento legislativo di un certo spessore in tutte le riunioni del Sejm tenutesi in quegli anni. Anche nel periodo precedente, il bilancio del parlamento mostrava l'effetto paralizzante del principio dell'unanimità: delle 18 sessioni legislative tenutesi dal 1717 al 1733, undici andarono «sabotate», due finirono senza giungere ad alcuna conclusione e solo cinque risultarono funzionali.
Dopo la morte di Augusto III, le due famiglie nobili polacche dei Czartoryski e dei Potocki salirono al potere. Tuttavia, come accaduto durante l'interregno nel 1733, la successione al trono superò presto le demarcazioni nazionali e, ancora una volta, non furono affatto i partiti aristocratici polacchi a determinare il successore, ma le maggiori potenze europee, specialmente quelle contigue. Sebbene il risultato dell'elezione fosse interamente nell'interesse della Russia, anche la Prussia svolse un ruolo decisivo.
Federico II aveva infatti piani per precisi per la Polonia; come auspicava nei testamenti del 1752 e del 1768, egli intendeva stabilire un collegamento terrestre tra la Pomerania e la Prussia Orientale, espandendo il suo regno con l'acquisizione della "Prussia reale polacca". Il desiderio di Federico traspariva anche in uno scritto del 1771: «La Prussia polacca varrebbe lo sforzo, anche se Danzica non venisse inclusa. Questo perché avremmo la Vistola e la connessione senza dazi con il regno, il che sarebbe una cosa importante [...] ad ogni modo, il possessore di Danzica e quindi delle foci della Vistola è il vero arbitro (il re) della Polonia».

### La Polonia sotto l'egemonia russa

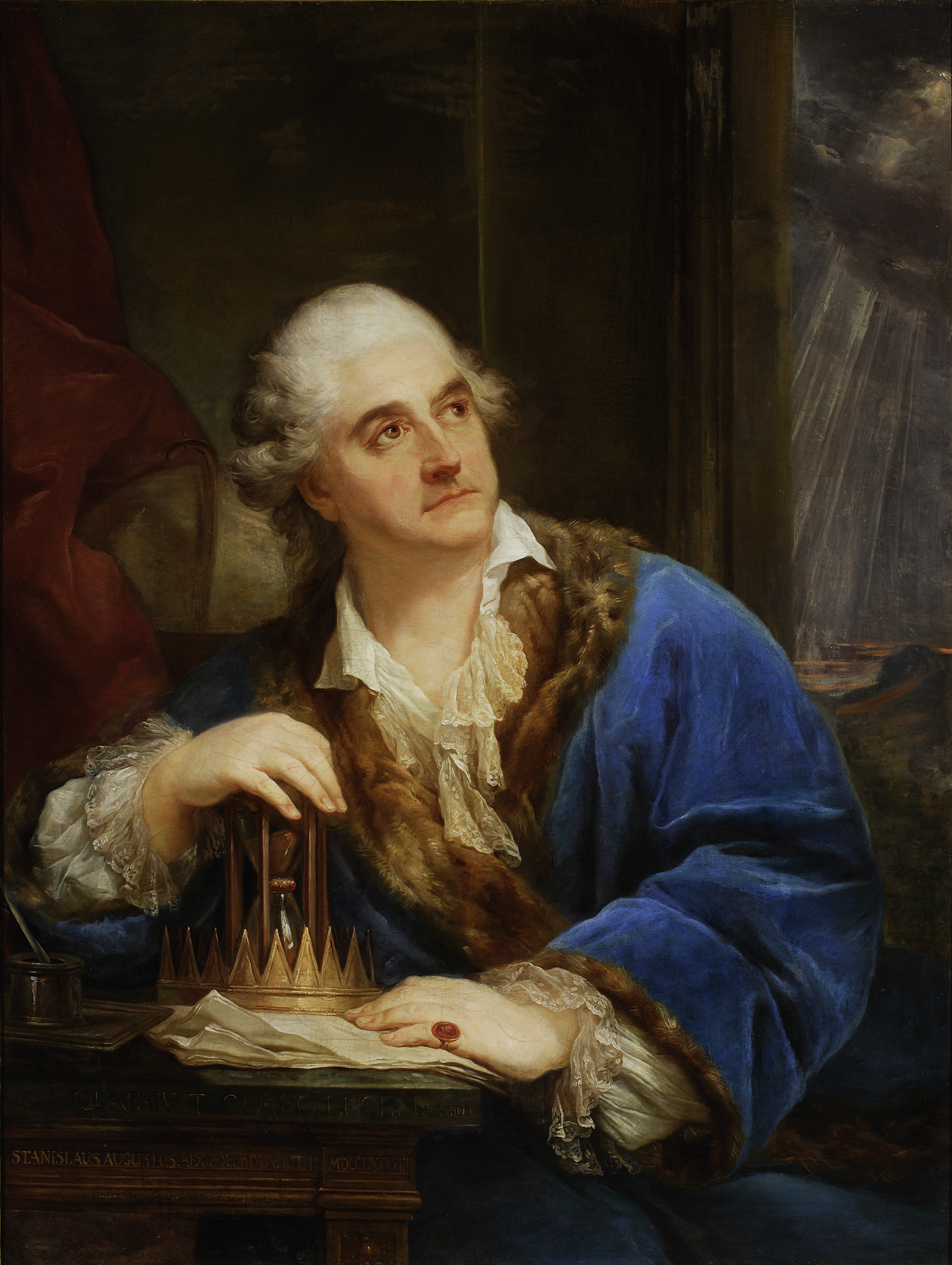
Stanislao Augusto Poniatowski con corona e clessidra (dipinto di Marcello Bacciarelli)

Dal momento che la Russia non avrebbe accettato un simile aumento di potere da parte della Prussia senza contrastarlo, il monarca prussiano cercò di accattivarsi le simpatie dell'imperatrice russa Caterina II con un'alleanza. La prima opportunità di stringere un accordo russo-prussiano si palesò in concomitanza con la nomina del nuovo re polacco nell'aprile 1764, quando la Prussia accettò l'elezione del candidato russo al trono di Varsavia. L'Austria venne esclusa da questa decisione, rendendo così la Russia praticamente la sola ad assicurarsi che la successione al trono procedesse come pianificato.
La decisione della Russia sulla persona dell'erede al trono era stata presa da tempo: già nell'agosto 1762, la zarina assicurò all'ex segretario dell'ambasciata britannica Stanislao II Augusto Poniatowski la sua nomina e raggiunse un'intesa con la nobile famiglia dei Czartoryski per garantirsi il loro sostegno. La scelta ricadde su una persona della szlachta medio-ricca e con poco peso politico, circostanza che avrebbe, agli occhi della zarina, reso più probabile la subordinazione della corte di Varsavia ai dettami di quella di Pietroburgo. Il fatto che Poniatowski fosse un amante di Caterina II giocò probabilmente un ruolo decisivo in una simile decisione. Ciò malgrado, Poniatowski appariva pur sempre come un personaggio brillante, poiché all'epoca trentaduenne aveva grandi conoscenze, un indiscusso talento per le lingue e una vasta conoscenza della diplomazia e della teoria dello stato. L'elezione avvenne tra il 6 e il 7 settembre 1764 e l'unanimità dei voti si spiega con il largo ricorso a considerevoli tangenti e in virtù della presenza di 20.000 uomini dell'esercito imperiale russo, volti a infondere timore; la morte di tredici aristocratici, un numero «insolitamente basso» rispetto alle votazioni passate, accompagnò l'intronizzazione avvenuta infine il 25 novembre. Contrariamente alla tradizione, il luogo del voto non fu Cracovia, antica capitale fino alla fine del Cinquecento, ma Varsavia.
Contrariamente a quanto pronosticato, Poniatowski, non si dimostrò così tanto leale e docile come la zarina sperava, avviando dopo poco tempo riforme di vasta portata. Per garantire capacità d'azione ai monarchi, il 20 dicembre 1764 il Sejm decise di trasformarsi in una confederazione generale, che avrebbe dovuto esistere solo per la durata dell'interregno. Ciò significava che le future diete sarebbero state esentate dal liberum veto e le decisioni assunte con la maggioranza assoluta (pluralis votorum) potevano considerarsi sufficienti per approvare le risoluzioni. In questo modo lo Stato polacco ne usciva rafforzato, ma Caterina II non voleva rinunciare ai vantaggi del blocco permanente della vita politica in Polonia, la cosiddetta "anarchia polacca", e si ingegnò al fine di escogitare strategie volte a paralizzare l'apparato della Repubblica delle Due Nazioni. A tal fine, si attivò tramite alcuni nobili filo-russi per riscuotere consensi tra dissidenti ortodossi e protestanti, i quali avevano subito discriminazioni sin dalla Controriforma. Nel 1767, gli aristocratici ortodossi si unirono per formare la confederazione di Słuck, mentre i protestanti quella di Thorn. La confederazione di Radom prese vita come risposta cattolica alle due unioni sopraccitate, frammentando ulteriormente lo scenario nazionale. Quando la spinta delle lotte intestine si esaurì, si sottoscrisse un nuovo accordo polacco-russo, approvato sotto imposizione dal Sejm nel febbraio del 1768. Questo cosiddetto "trattato eterno" includeva la manifestazione del principio di unanimità, una garanzia russa per l'integrità territoriale e per la "sovranità" politica della Polonia, nonché tolleranza religiosa e uguaglianza giuridicamente politica per i dissidenti interni. Tuttavia, quest'intesa non durò in essere a lungo.

## Prima spartizione (1772)

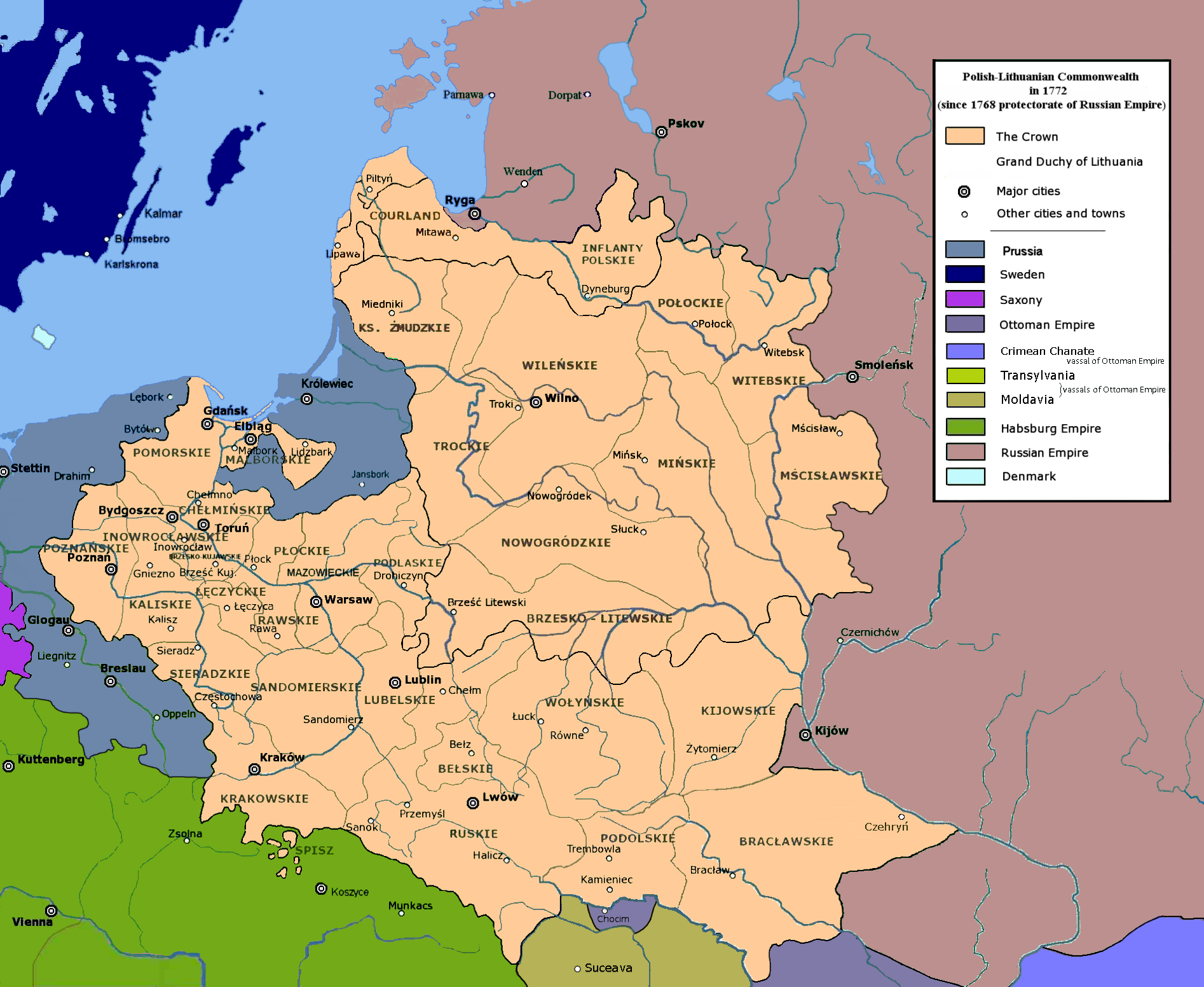
La Polonia-Lituania nel 1768-1772 sotto il protettorato russo

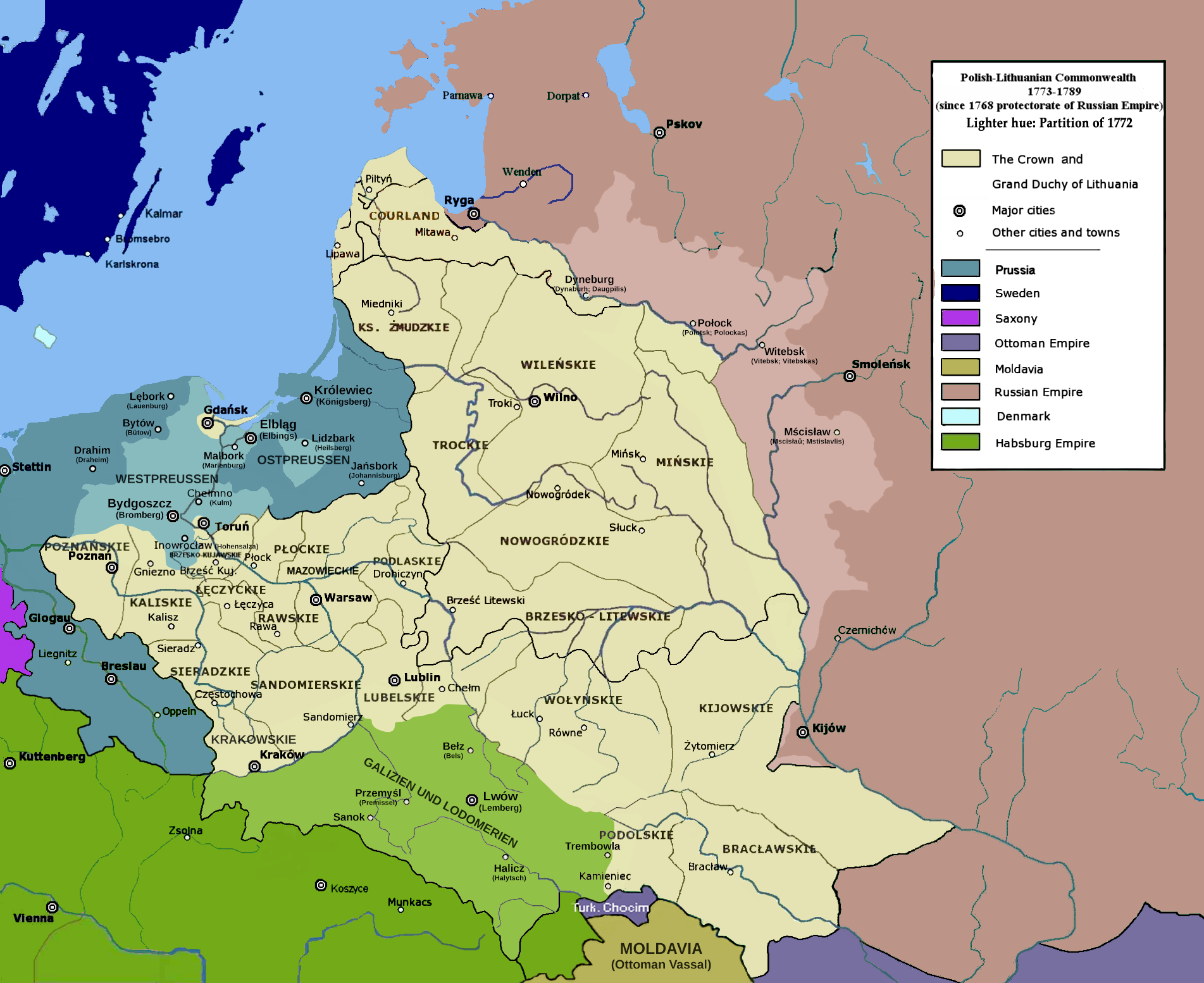
La Polonia-Lituania nel 1773–1789 sotto il dominio russo: i confini sono quelli statuiti dopo la prima spartizione della Polonia

### Il fattore scatenante: rivolta anti-russa e guerra russo-turca
I tentativi di riforma di Poniatowski presentarono alla zarina Caterina il dilemma di prevenirli a lungo termine coinvolgendo lo strumento più veloce adoperabile, ovvero l'esercito. Poiché ciò avrebbe suscitato l'ira delle altre due grandi potenze contigue alla Polonia, che, secondo la dottrina dell'equilibrio delle forze, non avrebbero accettato una palese egemonia russa sulla Polonia, come scrive lo storico Norman Davies, si decise di effettuare delle concessioni territoriali «a mo' di tangente». Il 1768 diede un forte impulso alla prima spartizione della Polonia, avendo assunto l'alleanza prussiano-russa linee più concrete. Fattori decisivi per questo sono state le difficoltà interne della Polonia, nonché i conflitti di politica estera con cui la Russia si è trovata ad affrontare: All'interno del vecchio territorio del Regno di Polonia il disprezzo della nobiltà polacca per il protettorato russo accrebbe, così come quello verso la corona in generale. Pochi giorni dopo l'approvazione del "trattato eterno", il 29 febbraio 1768 fu fondata la konfederacja di Bar in funzione antirussa, sostenuta da Austria e Francia. Sotto il cavallo di battaglia della difesa della «fede e della libertà», uomini repubblicani cattolici e polacchi si unirono per forzare il ritiro del trattato eterno e per combattere la supremazia più o meno indiretta di Caterina e del re filorusso Poniatowski. Le truppe russe a quel punto invasero nuovamente la Polonia, con l'effetto di intensificare la volontà di riforma mentre crescevano le rappresaglie.
Pochi mesi dopo, in autunno, l'Impero ottomano indirizzò una dichiarazione di guerra all'Impero zarista scatenando una guerra durata vari anni che innescò tra l'altro delle insurrezioni sul suolo polacco e lituano. Istanbul aveva a lungo disapprovato l'ingerenza russa in Polonia e sfruttò i disordini allo scopo di mostrare solidarietà ai ribelli, costringendo i suoi avversari a una lotta su due fronti: il campo di battaglia e il suolo (in teoria) straniero della Confederazione.
A causa della minaccia di internazionalizzazione del conflitto, la guerra si annovera tra i fattori che innescarono la prima spartizione, avvenuta del 1772: gli ottomani avevano stretto un asse con gli insorti polacchi, oltre che ricevere il blando sostegno della Francia e dell'Austria. La Russia, dal canto suo, ricevette l'appoggio del Regno di Gran Bretagna, il quale mise a disposizione alcuni consiglieri alla marina imperiale. Quando l'Austria ipotizzò seriamente di entrare a tutti gli effetti in guerra al fianco degli ottomani, il conflitto con la partecipazione delle cinque maggiori potenze europee finì per assumere una portata geopolitica prima inimmaginabile.
La Prussia, che aveva in passato concluso un'intesa difensiva con la Russia nel 1764, in virtù della quale Pietroburgo avrebbe fornito supporto militare in caso di attacco, ad esempio da parte dell'Austria, cercò di disinnescare la situazione esplosiva. Il modus operandi pianificato prevedeva di portare allo stesso tavolo la Russia e l'Austria per spartirsi i tanto agognati territori polacchi.

### Accordi prussiano-russi
La strategia prussiana, volta a far intendere la sincerità dell'ausilio offerto dal casato degli Hohenzollern alla Russia, specie nell'incorporazione della Polonia, sembrò funzionare. Con il pretesto di frenare la diffusione della peste, re Federico fece tracciare un cordone di confine attraverso la Polonia occidentale. Quando suo fratello Heinrich soggiornò a Pietroburgo nel 1770-1771, la zarina conversò con lui a proposito della Spiš, annessa dall'Austria nell'estate del 1769. Con fare scherzoso, Caterina e il suo ministro della guerra chiesero a Zachar Grigor'evič Černyšëv perché la Prussia non avesse seguito l'esempio austriaco: «Sarebbe così sbagliato prendersi il Principato di Varmia? Dopotutto, mi sembra giusto che a tutti vada qualcosa!». La Prussia percepì la possibilità di sostenere la Russia nella guerra contro i turchi per ottenere in cambio l'approvazione russa per l'annessione e, perciò, Federico II fece trapelare la sua offerta alla corte della zarina. Caterina II esitò tuttavia a formulare una chiara risposta in vista del trattato polacco-russo del marzo 1768, il quale garantiva l'integrità territoriale della Polonia. Alla fine, sotto la crescente pressione delle truppe confederate, l'imperatrice acconsentì e aprì così la strada alla prima spartizione della Polonia.

### Perplessità iniziali e attuazione

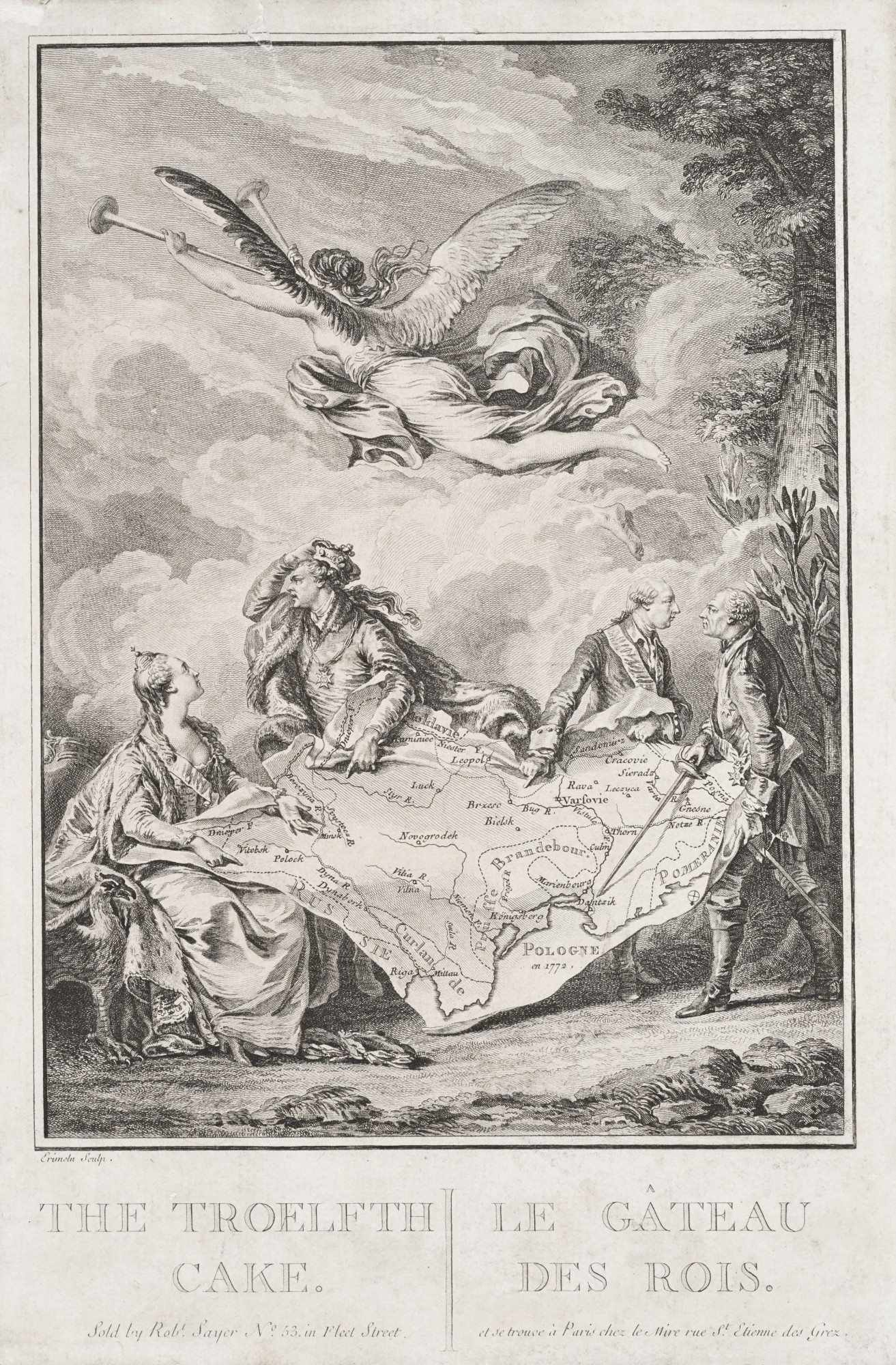
Caterina II (all'estrema sinistra) taglia la Polonia con Giuseppe II d'Asburgo-Lorena e Federico II di Prussia (sull'estrema destra, con la spada in mano) come se fosse una torta, mentre il re polacco Stanislap II Augusto cerca disperatamente di far notare la sua corona (caricatura Le gâteau des rois di Jean-Michel Moreau, 1773)

Sebbene in un primo momento la Russia e l'Austria non avessero ventilato l'ipotesi di annessione del territorio polacco, l'idea della divisione si fece man mano strada nelle menti dei regnanti di allora. Il leitmotiv decisivo appariva la volontà di mantenere un equilibrio politico-potere preservando l'«anarchia aristocratica» che si manifestava internamente soprattutto grazie al liberum veto nella repubblica dei nobili polacco-lituana.
Dopo che la Russia passò all'offensiva nel conflitto contro gli ottomani nel 1772 e divenne prevedibile un'espansione russa nell'Europa sudorientale, sia gli Hohenzollern che gli Asburgo si sentirono minacciati dalla possibile espansione. Il loro risentimento per una simile estensione unilaterale e il conseguente aumento della potenza russa originarono piani di compensazione territoriale a tutto campo. Federico II colse allora l'opportunità di realizzare i suoi propositi di allargamento dei suoi domini e intensificò i suoi sforzi diplomatici. Il primo riferimento da lui eseguito, già accennato nel 1769, riguardò il cosiddetto "Progetto Lynar", considerato una via d'uscita ideale per evitare uno spostamento negli equilibri di potere: stando ai termini di questo piano, la Russia avrebbe dovuto rinunciare ai principati di Moldavia e Valacchia in favore dell'Austria. Poiché la Russia non sarebbe stato verosimilmente d'accordo su ciò senza una necessaria compensazione, all'impero zarista sarebbe toccato un equivalente territoriale nell'est del Regno di Polonia come compromesso. Allo stesso tempo, la Prussia doveva ricevere le aree del mar Baltico da lei tanto bramate. Affinché l'Austria avesse aderito, le regioni della Galizia in mano polacca avrebbero dovuto spettare alla monarchia asburgica.
Mentre la politica di Federico continuava a mirare all'allargamento della Prussia Occidentale, l'Austria ebbe la possibilità di ottenere un piccolo risarcimento per la perdita della Slesia nel 1740 a seguito di alcuni conflitti. Maria Teresa, riprendendo parole sue, aveva «preoccupazioni morali» e si mostrava riluttante a consentire che le sue richieste di risarcimento entrassero in vigore a spese di un "terzo innocente" e, per di più, di uno stato cattolico. Eppure, proprio la monarchia asburgica aveva inaugurato un precedente per una tale divisione nell'autunno del 1770 con la "reincorporazione" di 13 città o città mercato e 275 villaggi nella contea di Spiš, in quanto questi luoghi furono ceduti in pegno alla Polonia nel 1412 dal Regno d'Ungheria e poi in seguito non riscattati. Secondo lo storico teutonico Georg Holmsten, proprio questa azione militare aveva funto da ispirazione per la prima spartizione immaginata nel 1772. Mentre la monarca d'Asburgo-Lorena era ancora in consultazione con suo figlio Giuseppe II, che parteggiava per la spartizione, e il cancelliere di stato Wenzel Anton Kaunitz, la Prussia e la Russia avevano già stipulato un accordo di spartizione separato il 17 febbraio 1772, mettendo così Vienna sotto pressione. Alla fine, la preoccupazione di Maria Teresa per un rinvio o addirittura una perdita di potere e influenza unite al rischio di una possibile alleanza degli avversari situati a nord la spinsero ad accettare. Sebbene la monarchia asburgica si fosse mostrata in tale occasione titubante, il Cancelliere di Stato von Kaunitz aveva già tentato alla fine degli anni 1760 di concludere un'intesa di scambio con la Prussia, in virtù della quale l'Austria avrebbe ripreso la Slesia e in cambio affiancato la Prussia nei suoi propositi di consolidamento della Prussia polacca. Non si deve credere che l'Austria fosse stata solo un beneficiario silenzioso, perché sia la Prussia che l'Austria vennero attivamente coinvolte nella divisione: la prospettiva di accaparrarsi una fetta di Polonia appariva troppo importante per poter non essere colta.
Il 5 agosto 1772 venne firmato il patto di spartizione tra Prussia, Russia e Austria. Il "trattato di Pietroburgo" fu tacciato alla stregua di una "misura pacificatrice" per la Polonia e significò una perdita di oltre un terzo della sua popolazione confederata, così come di oltre un quarto del suo precedente territorio nazionale, incluso l'accesso economicamente importante al Mar Baltico e la foce della Vistola. La Prussia ottenne dunque ciò per cui aveva lottato per così tanto tempo: con l'eccezione delle città di Danzica e Thorn, l'intera area della Prussia reale e il cosiddetto Netzedistrikt (una regione a cavallo degli odierni Voivodati di Cuiavia-Pomerania e della Pomerania Occidentale) divennero parte della monarchia degli Hohenzollern. Pertanto, si trattò della percentuale più piccola in termini di dimensioni e popolazione. Strategicamente, tuttavia, acquisì le aree più precipue e dunque beneficiò in modo significativo dalla prima spartizione. Nel 1775, il sovrano faceva annotare sulla necessità di logorare il nemico senza annientarlo del tutto:
(Federico il Grande)
La Russia rinunciò ai principati danubiani della Moldavia e della Valacchia, ottennendo al contempo il Voivodato di Livonia e i territori Bielorussia odierna fino al Daugava. L'Austria si assicurò il territorio della Galizia con la città di Leopoli come agglomerato urbano principale con aree della Piccola Polonia.

### Stabilizzazione della struttura di potere europea
Per il Regno di Polonia, il più esteso paese d'Europa dopo la Russia, la frammentazione del suo territorio comportò un mutamento radicale nella sua storia, essendo diventato la pedina dei suoi vicini. L'alleanza delle tre aquile nere considerava il regno una merce di scambio e Federico II descrisse la spartizione della Polonia nel 1779 come un eccezionale successo nella gestione di una nuova crisi, anche se non mancò di sottolineare come Maria Teresa "più pian[s]e e più pre[s]e".
L'equilibrio degli interessi tra le grandi potenze durò quasi 20 anni fino alla Rivoluzione francese: solo lo scoppio delle guerre di coalizione portò all'emersione di nuovi conflitti militari tra le grandi potenze in Europa. L'intervento della Francia contro la Gran Bretagna durante la guerra d'indipendenza americana e la quasi incruenta guerra delle patate (1778-1779) tra la Prussia e l'Austria non influenzarono gli equilibri geopolitici del continente europeo.

## Seconda spartizione (1793)

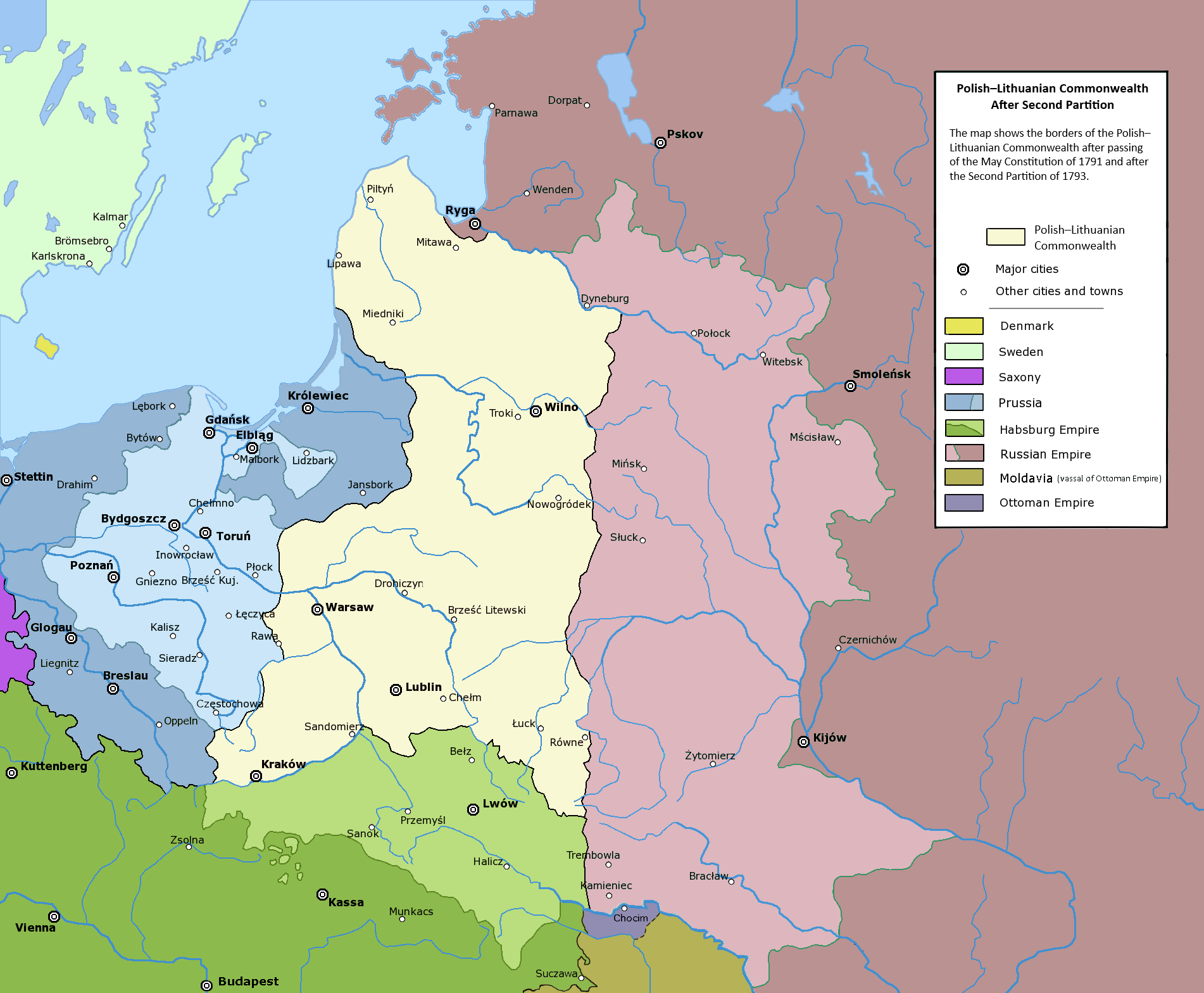
La Polonia-Lituania ai confini dopo la seconda spartizione della Polonia nel 1793

Nonostante i guadagni derivanti della prima spartizione, i funzionari in Prussia non apparivano del tutto soddisfatti del risultato. Nonostante gli sforzi, essi non riuscirono a incorporare Danzica e Toruń, come invece emergeva dai termini dell'alleanza polacco-prussiana. La monarchia degli Hohenzollern cercò ancora una volta di provare a raggiungere ulteriori acquisizioni, mentre Maria Teresa, che inizialmente esitava a procedere come i suoi vicini, manifestò all'improvviso ulteriore interesse. Lei era dell'opinione che le zone acquisite attraverso la divisione fossero inadeguate in considerazione della perdita della Slesia e dell'importanza strategica relativamente maggiore dei territori acquisiti dalla Prussia.

### Controversie interne

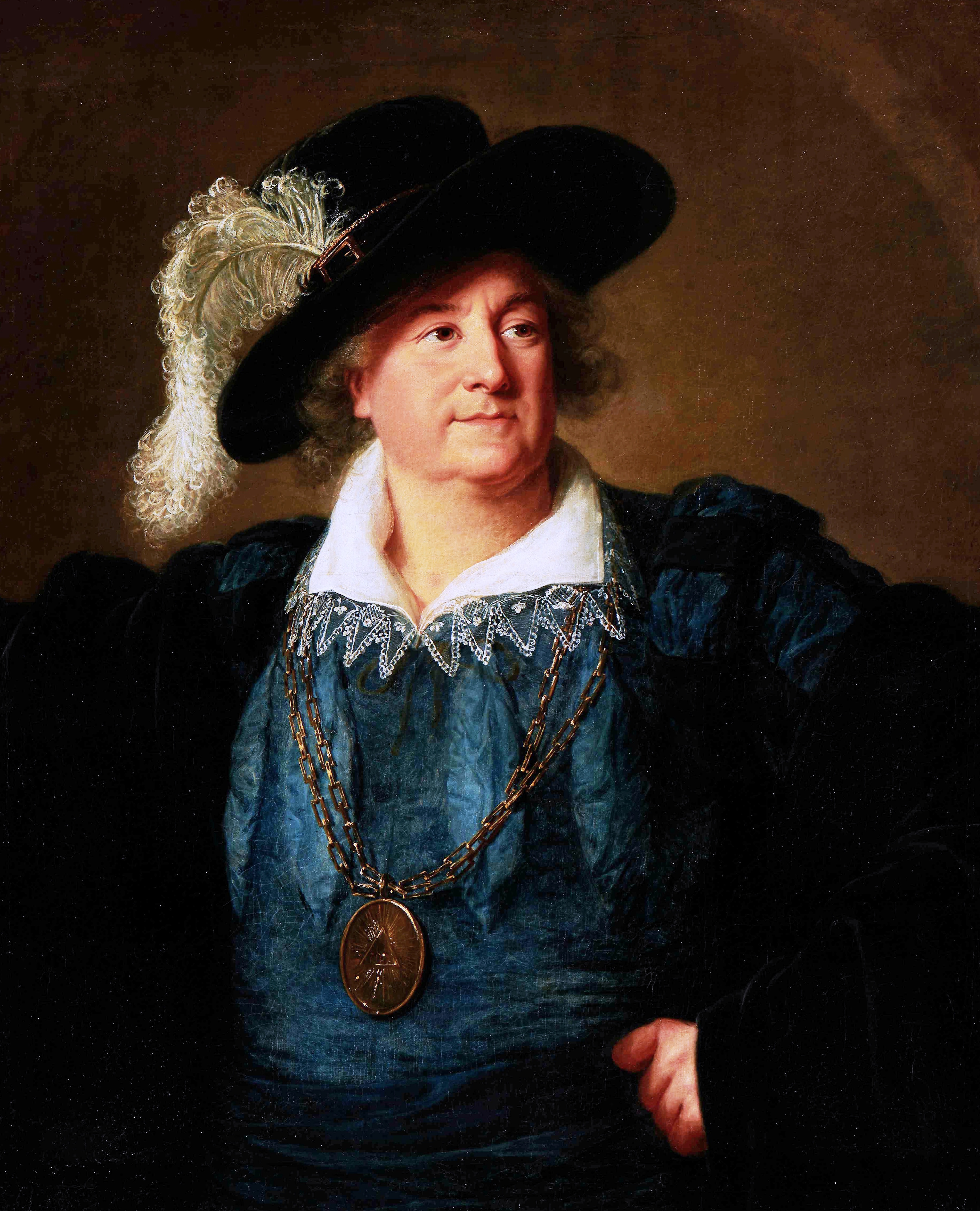
Stanislao Augusto Poniatowski con simbolo massonico (ritratto di Élisabeth Vigée Le Brun)

La situazione politica interna in Polonia continuò a essere modellata dalla rivalità tra il re e i suoi sostenitori da un lato e l'opposizione dei magnati dall'altra. La Russia provò a preservare esacerbare questa rivalità mentre si assicurava il suo ruolo primario nel protettorato; l'intento era quello di continuare a lasciare la Polonia in stato agonizzante attraverso una politica volta a mantenere la distanza tra le varie fazioni aristocratiche e mantenere al potere il sovrano del tempo, in particolare la famiglia Czartoryski. Le diete del 1773 e del 1776 avrebbero dovuto istituzionalizzare questo e adottare riforme per rafforzare la posizione dell'autorità centrale. Dal canto suo, la szlachta rifiutò di accrescere i poteri del re e bocciò le riforme in considerazione della cooperazione di Poniatowski con la Russia. L'obiettivo principale dei magnati appariva quello di invertire le risoluzioni del parlamento del 1773 e del 1776.
Tuttavia, ciò sarebbe stato possibile solo con la formazione di una dieta, poiché le sue risoluzioni potevano essere approvate a maggioranza semplice senza venire intaccate dal liberum veto. Come ampiamente prevedibile, una tale proposta incontrò la forte opposizione da parte della Russia e l'impossibilità di cambiare la costituzione. Per queste ragioni, i magnati ostili agli zar non riuscirono a giungere a una revisione dell'apparato legislativo nel 1773 e nel 1776, né fu possibile per Poniatowski portare avanti ulteriori riforme, con il risultato come le ingerenze esterne cercarono di fare tutto il possibile per preservare lo status quo. Sebbene incoraggiato da Caterina II, il re polacco continuò a perseguire misure per ammodernare e consolidare il suo Stato, aspirando a questo scopo all'istituzione di un parlamento confederato. Poniatowski ebbe l'opportunità di farlo nel 1788, quando le truppe russe furono coinvolte in una guerra su due fronti contro Svezia e Turchia, motivo per cui i mezzi militari della Russia non potevano essere indirizzati contro la Polonia.
Il forte spirito di riforma che doveva plasmare questo tanto atteso sejm rivelò l'inizio di una nuova capacità di azione per la repubblica aristocratica, che non poteva essere nell'interesse della zarina russa. Non va inoltre dimenticato il ruolo assunto al tempo dal clero cattolico, il quale raggiunse lo zenit e il massimo punto di crisi nell'arco di pochi anni alle porte del 1790, influenzato anche dagli ideali illuministi. I cambiamenti nell'amministrazione e nel sistema politico della repubblica aristocratica perseguiti da Stanislao Augusto Poniatowski avrebbero dovuto annullare la paralisi politica determinata dalla monarchia elettiva, oltre che alcuni aspetti sociali, disposizioni economiche e portare a una moderna amministrazione statale. Tuttavia, la Russia e la Prussia percepirono questo sviluppo con sospetto. Poniatowski, inizialmente sostenuto dalla zarina, si rivelò all'improvviso troppo riformista, soprattutto per i gusti russi, tanto che Caterina II tentò di porre fine alla modernizzazione che si cercava di attuare. Da parte sua, invertì le sue scelte e si schierò apertamente a favore dei magnati anti-riformisti.

### Costituzione del 3 maggio 1791

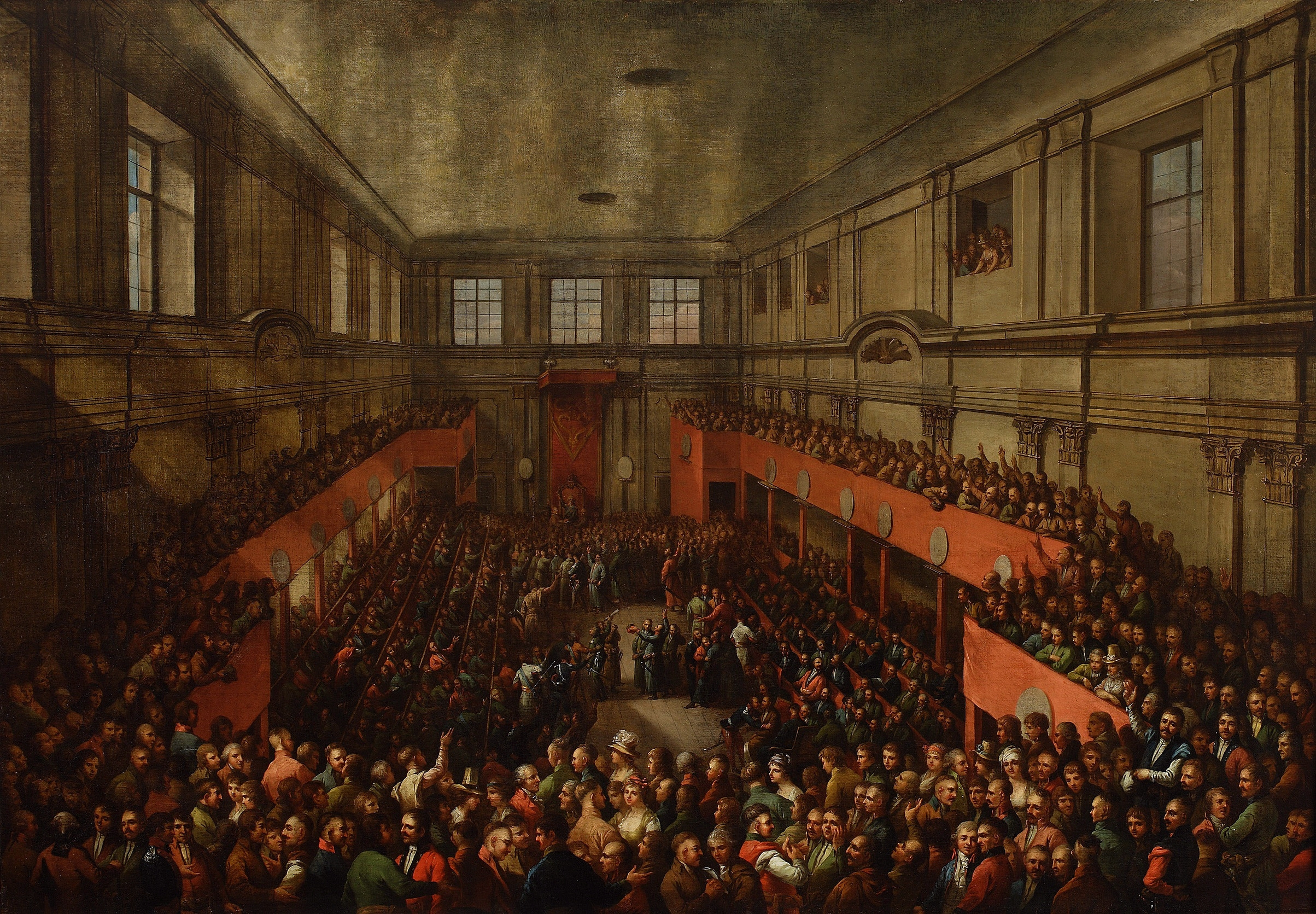
L'adozione della Costituzione di maggio il 3 maggio 1791, al termine del Grande Sejm nel castello reale di Varsavia (dipinto del 1806)

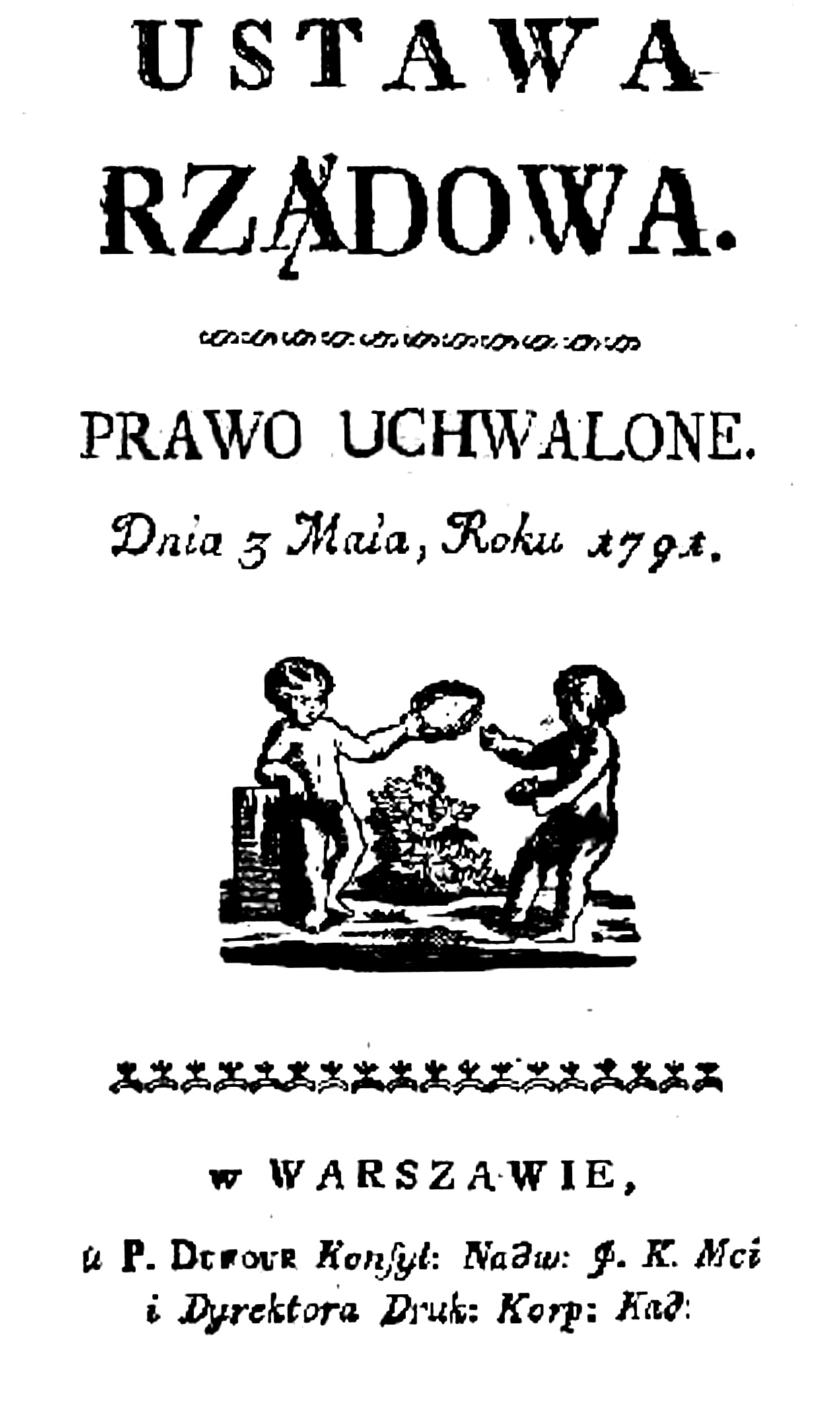
Frontespizio della prima stampa della costituzione di maggio di Piotr Dufour del 1791

In considerazione del suo atteggiamento negativo nei confronti delle riforme, la Prussia agì in modo contraddittorio: dopo che le simpatie pro-prussiane in Polonia cessarono subito dopo la prima spartizione, le relazioni tra i due stati migliorarono. Il riavvicinamento condusse anche a un'alleanza prussiano-polacca il 29 marzo 1790. Dopo alcune dichiarazioni amichevoli e segnali distensivi, i polacchi si sentirono al sicuro e indipendenti dalla Prussia e incontrarono persino di persona Federico Guglielmo II, considerato il loro protettore. L'alleanza avrebbe dovuto quindi, come auspicava la Polonia, assicurare le riforme, soprattutto in materia di politica estera. Il ruolo della Prussia nella prima spartizione, che sembrava dimenticato, non fu così disinteressato come poteva sembrare alla Confederazione, poiché anch'essa auspicava la prosecuzione dell'"anarchia aristocratica". Tra le innovazioni più importanti approvate nonostante la pressione delle potenze straniere includevano l'abolizione del privilegio dei nobili di esenzione fiscale e l'istituzione di un esercito della corona polacca composto da 100.000 uomini e alcune modifiche della legge relativa alla cittadinanza.
Il costante timore di un intervento da parte dei vicini, spronò il re ad attuare i suoi ulteriori progetti di riforma il più rapidamente possibile. In una sessione del parlamento del 3 maggio 1791, Poniatowski presentò quindi ai membri del parlamento una bozza per una nuova costituzione polacca, che il Reichstag approvò dopo sole sette ore di deliberazione. Prodotta al termine del cosiddetto Sejm dei quattro anni, prese dunque vita la prima costituzione moderna in Europa.
La costituzione, nota come "statuto del governo", consisteva di soli undici articoli, il che, tuttavia, portò a cambiamenti di vasta portata. Influenzato dalle opere di Rousseau e Montesquieu, furono sanciti i principi di sovranità popolare e di separazione dei poteri. La costituzione prevedeva l'introduzione del principio di maggioranza in contrasto con il liberum veto, una responsabilità ministeriale e un rafforzamento dell'esecutivo statale, in particolare del re. Inoltre, furono approvate clausole di protezione statale per i contadini, che avrebbero dovuto essere soggette a meno vincoli derivanti dalla servitù della gleba e da soprusi verso di loro esercitati. Si garantivano inoltre vari diritti civili e il cattolicesimo andò dichiarato religione predominante, ma la libertà di religione di altre confessioni risultava garantita.
Per assicurare la capacità della repubblica aristocratica di agire anche dopo la morte di un re e per impedire un interregno, i parlamentari decisero di abolire la monarchia elettiva e di introdurre una monarchia ereditaria, con i Wettins come nuova famiglia regnante. Ciò rese la Polonia una costituzione in parte parlamentare e in parte costituzionale. Tuttavia, la volontà di compromesso impedì di giungere a riforme ancor più viscerali: la prevista abolizione della servitù della gleba e l'introduzione dei diritti personali fondamentali anche per i contadini naufragarono a causa della resistenza dei conservatori.
Influenzato dalle opere dei grandi giuristi e teorici dello Stato, condizionati dall'Illuminismo e dai suoi ideali e affascinati dagli eventi della Rivoluzione francese e dagli ideali giacobini, la Polonia si proponeva di diventare a livello politico una delle realtà più avveniristiche alla fine del XVIII secolo. Ad ogni modo, sebbene i membri del parlamento fossero entusiasti e speranzosi di attuare i nuovi principi costituzionali dopo l'approvazione della carta fondamentale, ciò che avevano ottenuto non durò a lungo.

### Reazioni dai paesi vicini
L'affronto costituzionale spinse presto gli stati vicini ad agire: "Caterina II di Russia era furiosa per l'adozione della costituzione e sosteneva che il documento fosse un guazzabuglio di idee giacobine". La Russia in quel momento appoggiava quelle forze in Polonia che si opponevano alla Costituzione di maggio e che già esprimevano perplessità sulle riforme prospettate nel 1773 e nel 1776. Con il sostegno della zarina, la confederazione di Targowica agì contro il re e i suoi seguaci. Quando il conflitto russo-ottomano si concluse definitivamente nel gennaio del 1792, le truppe furono di nuovo libere di agire, circostanza che permise a Caterina II di intervenire militarmente. Un anno dopo la conclusione del Sejm quadriennale, le truppe russe facevano dunque il loro ingresso in Polonia. L'esercito polacco fu sconfitto e il Regno di Prussia ruppe unilateralmente l'alleanza difensiva polacco-prussiana del 1790, circostanza che costrinse Poniatowski dovette sottomettersi all'autorità della zarina. La Costituzione del 3 maggio andò abrogata, mentre la Russia riacquisì il suo ruolo di potere regolamentare. In virtù degli eventi, Caterina II si dichiarò allora disponibile a procedere a un'ulteriore spartizione. Pertanto, è plausibile sostenere che i presupposti in base a cui avvenne la seconda spartizione della Polonia si giustificavano ideologicamente con la necessità non più di difendere la libertà religiosa, ma di sradicare il pernicioso spirito rivoluzionario.
La Prussia riconobbe anche l'opportunità di approfittare di questa situazione per impossessarsi delle ambite città di Danzica e Toruń. Tuttavia, la Russia, che da sola soppresse gli sforzi di riforma in Polonia, era poco incline a soddisfare la richiesta della Prussia. Quest'ultima quindi collegò la questione polacca con quella francese e minacciò di ritirarsi dalla guerre di coalizione europea contro Parigi se non fosse stata adeguatamente compensata. Di fronte a una simile scelta, Caterina II decise dopo lunghe esitazioni di mantenere l'alleanza e accettò di ridistribuire i territori polacchi tra la Prussia come "rimborso dei costi della guerra "contre les rebelles français", e l'impero zarista. Su richiesta della zarina, tuttavia, l'Austria fu esclusa da questo atto di spartizione. Nel trattato di partizione del 23 gennaio 1793, la Prussia si insediò a Danzica e Thorn, nonché in Grande Polonia e parti della Masovia, che si fusero al fine di formare la nuova provincia della Prussia meridionale. Il territorio russo si espanse fino a comprendere l'intera Bielorussia così come vaste aree della Lituania e dell'Ucraina. Per legalizzare quest'atto, i membri del Sejm di Hrodna tenutosi solo pochi mesi più tardi, sotto la minaccia delle armi e l'elevata corruzione delle potenze di spartizione, esortarono ad accettare la divisione del loro paese.

## Terza spartizione (1795)

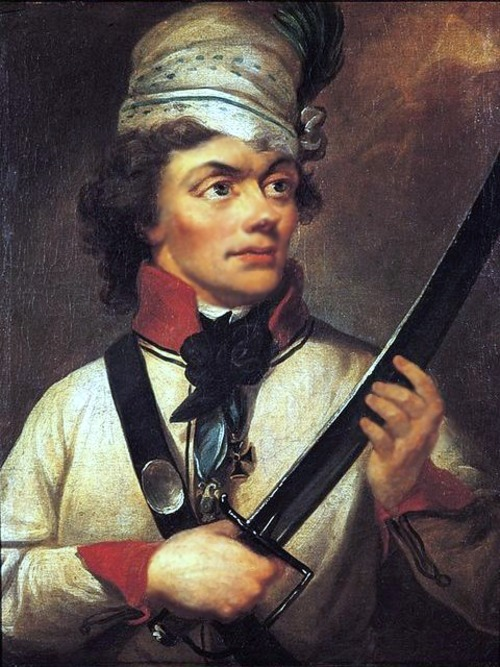
Tadeusz Kościuszko

Mentre dopo la prima spartizione era apparso nell'interesse degli stati vicini stabilizzare nuovamente la Polonia per poi lasciarla in piedi come una nazione debole e incapace di agire, le condizioni cambiarono dopo il 1793. La questione della prosecuzione dell'esistenza della Confederazione non fu sollevata, né la Prussia né la Russia tentarono di riaffrontarla. La seconda spartizione della Polonia aveva mobilitato le forze resistenti del regno: non solo la nobiltà, ma anche il clero, le forze intellettuali borghesi e la popolazione social-rivoluzionaria contadina si unirono alla resistenza; in pochi mesi, l'opposizione anti-russa attirò dalla sua parte vari ceti sociali della popolazione. A capo di questo movimento di insorti figurava Tadeusz Kościuszko, che aveva già combattuto nella guerra d'indipendenza americana al fianco di George Washington, per poi fare ritorno a Cracovia nel 1794. Nello stesso anno la resistenza culminò in un'insurrezione di vasta portata.
Gli scontri tra i ribelli e le potenze partitorie durarono mesi, ma, alla fine, le forze di occupazione prevalsero e il 10 ottobre 1794 le truppe russe catturarono Kościuszko gravemente ferito. Agli occhi delle nazioni contigue, gli insorti avevano perso ancor di più il diritto di esistere in una propria entità statale.
(Martin Broszat, 200 Jahre deutsche Polenpolitik)
A quel punto, la Russia si sforzò di dividere e smantellare quanto rimaneva della Repubblica delle Due Nazioni, e a questo scopo cercò dapprima un'intesa con l'Austria. Se nelle precedenti spartizioni era stata la Prussia il motore trainante, ora dovette mettere da parte le sue pretese poiché sia Pietroburgo sia Vienna erano dell'opinione che Berlino avesse beneficiato maggiormente delle due precedenti divisioni. Il 3 gennaio 1795, la zarina Caterina II e l'imperatore asburgico Francesco II firmarono il trattato di spartizione, cui la Prussia aderì il 24 ottobre. Di conseguenza, i tre stati divisero il resto della Polonia lungo i fiumi Nemunas, Bug e Pilica. La Russia si spostò più a ovest e occupò tutte le aree a est di Bug e Memel, la Lituania e tutta la Curlandia e Semigallia. La sfera d'influenza degli Asburgo si espanse a nord fino a comprendere le importanti città di Lublino, Radom, Sandomierz e, in particolare, Cracovia. La Prussia, d'altra parte, ricevette le restanti aree ad ovest di Bug e Memel con Varsavia, che successivamente entrarono a far parte di nuove province: la Nuova Prussia Orientale e la Nuova Slesia (a nord di Cracovia). In seguito all'abdicazione di Stanislao Augusto (25 novembre 1795), le tre potenze dichiararono l'estinzione del Regno di Polonia, due anni dopo la terza e definitiva divisione.
(Martin Broszat, 200 Jahre deutsche Polenpolitik)

## Statistiche delle divisioni

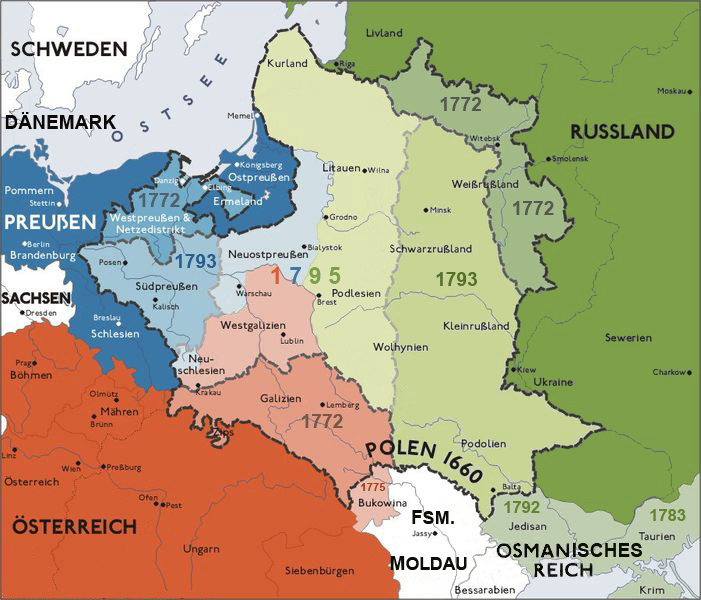
La Polonia-Lituania ai confini del 1771 e le spartizioni del 1772, 1793 e 1795

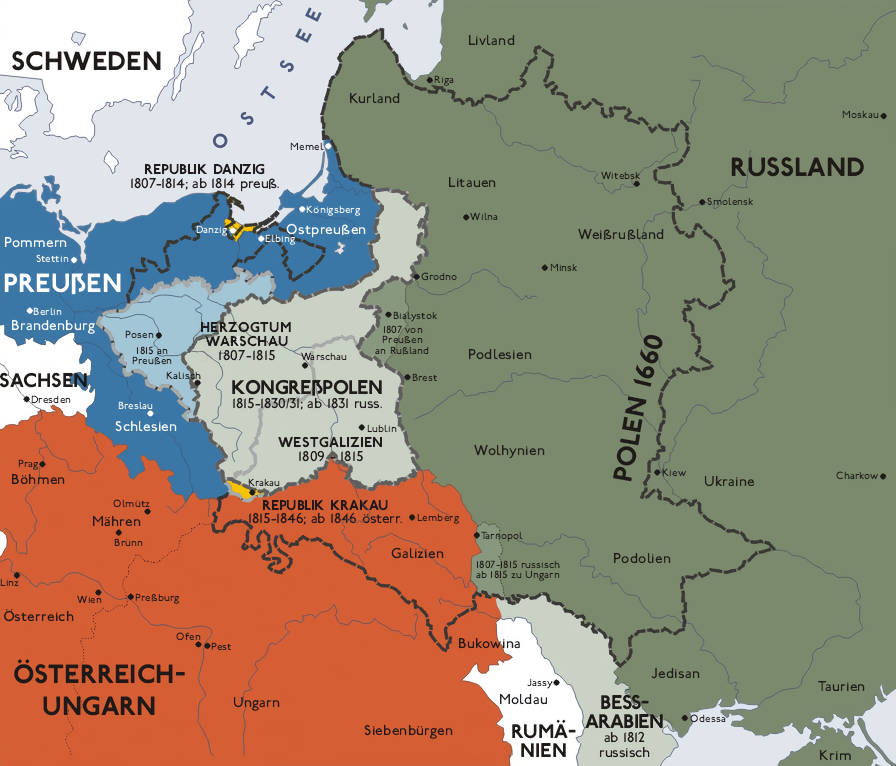
La riorganizzazione territoriale dell'Europa centro-orientale da parte del Congresso di Vienna del 1814-1815: smembramento del Ducato napoleonico di Varsavia e costituzione del Regno di Polonia senza la Posnania e Cracovia

### Mutamenti territoriali e demografici
Come risultato delle spartizioni, uno dei più grandi stati d'Europa scomparve dalla mappa europea. Le informazioni sulla dimensione e il numero di abitanti oscillano parecchio, motivo per cui risulta difficile quantificare con precisione le perdite dello Stato polacco o quanto realmente acquisito dalle potenze straniere. Sulla base delle informazioni fornite dallo storico Hans Roos, alla Prussia andò il 18,7% di quanto prima apparteneva alla Confederazione, all'Austria il 18,5 e alla Russia la restante parte (62,8%). Biskupski afferma che, nel 1772, la Russia acquisì 93.000 km², l'Austria 81.900 e la Prussia 36.300. La seconda frammentazione fu così acuta da impedire la prosecuzione dell'esistenza della Repubblica: la Polonia perse infatti 300.000 km² di territorio, l'80% dei quali andò alla Russia e il resto alla Prussia, mentre nulla all'Austria, non avendovi partecipato. La terza e ultima divisione assegnò 47.000 km² all'Austria, 48.000 alla Prussia e 120.000 alla Russia: il totale di tutte le amputazioni subite dalla Polonia-Lituania ammontava tra 1772 e 1795 a 733.000 km².
Per quanto riguarda la popolazione, stando a Lukowski e Zawadzki, nella prima spartizione, la Polonia salutò tra i quattro e i cinque milioni di cittadini (circa un terzo della sua popolazione dei 14 milioni antecedenti al 1772). Solo circa 4 milioni di persone rimasero in Polonia dopo la seconda divisione, comportando la perdita di un altro terzo della sua popolazione originaria, circa la metà di quella registrata prima del 1772. Con la ripartizione finale, la Prussia accorpò circa il 23% della popolazione confederata, l'Austria il 32%, e la Russia il 45%. A guerre napoleoniche in corso e nelle immediate conseguenze i confini tra le tre potenze conquistatrici mutarono più volte, modificando i numeri presentati nelle righe precedenti. Alla fine, la Russia fece suo il grosso del suolo polacco a spese della Prussia e dell'Austria. Dopo il Congresso di Vienna, la Russia controllava l'82% del territorio della Confederazione pre-1772 (incluso lo Stato fantoccio rappresentato dal Regno del Congresso), l'Austria l'11% e la Prussia il 7%.
| Spartizione     | Prussia | Prussia    | Russia  | Russia     | Austria | Austria    | Totale  | Totale     |
| --------------- | ------- | ---------- | ------- | ---------- | ------- | ---------- | ------- | ---------- |
|                 | km²     | Pop. (mln) | km²     | Pop. (mln) | km²     | Pop. (mln) | km²     | Pop. (mln) |
| I spartizione   | 34.900  | 0,356      | 84.000  | 1,256      | 83.900  | 2,669      | 202.800 | 4,281      |
| II spartizione  | 58.400  | 1,136      | 228.600 | 3,056      | –       | –          | 287.000 | 4,192      |
| III spartizione | 43.000  | 1,042      | 146.000 | 1,338      | 51.100  | 1,098      | 240.100 | 3,478      |
| Totale          | 136.300 | 2,534      | 458.600 | 5,650      | 135.000 | 3,767      | 729.900 | 11,951     |

### Composizione etnica delle suddivisioni
Per quanto riguarda la composizione etnica, non è possibile fornire informazioni precise, non esistendo statistiche demografiche. Quello che appare certo, tuttavia, è che gli attuali polacchi costituivano solo una piccola minoranza nelle aree che passarono alla Russia. La maggioranza della popolazione locale era costituita da greco-ucraini e bielorussi di fede ortodossa, nonché da lituani cattolici. In varie città quali come Vilnius, Hrodna, Minsk o Homel' la presenza di polacchi appariva più elevata sia a livello numerico che di influenza culturale. Non va inoltre ignorata la presenza di numerose comunità ebraiche: verso la metà del XVI secolo l'80% degli ebrei del mondo viveva in Polonia e Lituania. L'annessione dei territori polacchi moltiplicò la popolazione ebraica in Prussia, Austria e Russia. Anche quando la prima rinunciò a circa la metà dei territori che aveva acquisito nelle spartizioni a favore della Russia con il Congresso di Vienna del 1815, più della metà di tutti gli ebrei prussiani viveva ancora nelle aree precedentemente polacche della Pomerelia e della Posnania.
La "liberazione" degli slavi orientali ortodossi dalla sovranità polacco-cattolica fu successivamente messa in campo dalla storiografia nazionale russa allo scopo di giustificare le annessioni territoriali. Nelle aree che spettarono alla Prussia, figurava una popolazione tedesca numericamente significativa in Varmia, Pomerelia e nella periferia occidentale della nuova provincia della Prussia meridionale. La borghesia delle città della Prussia Occidentale, in particolare quella degli antichi centri anseatici di Danzica e Thorn, era prevalentemente di lingua tedesca fin dal periodo in cui esistette lo Stato monastico dei Cavalieri Teutonici.

## Conseguenze

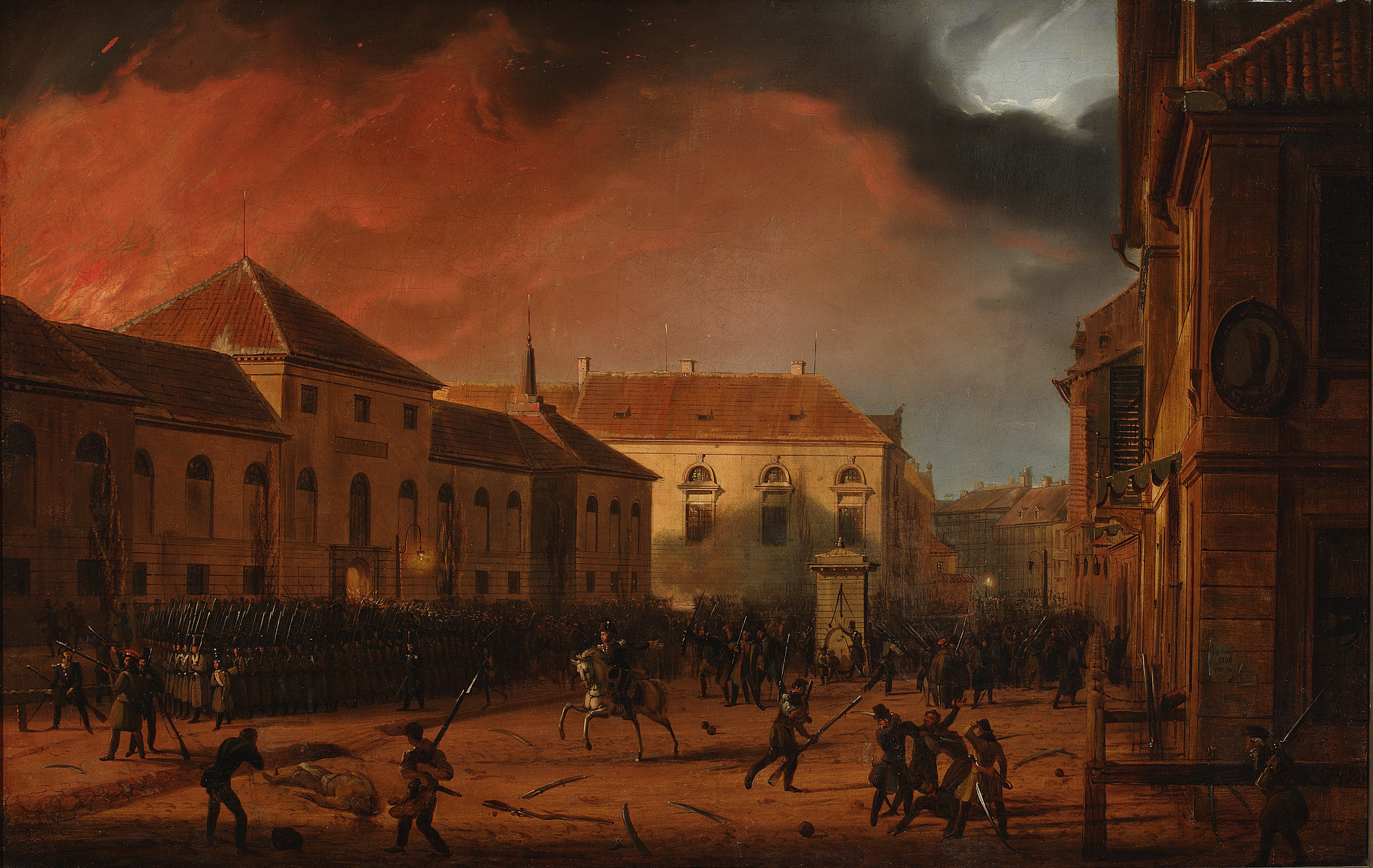
L'arsenale di Varsavia, dipinto di Marcin Zaleski che immortala la rivolta di novembre del 1830-1831 in funzione anti-russa

Stanislao Augusto Poniatowski, sotto scorta militare russa, partì per Hrodna dove abdicò il 25 novembre 1795; successivamente partì per la capitale dello zarato, dove avrebbe passato i suoi ultimi giorni. Un simile atto assicurò che la Russia sarebbe stata percepita come la più importante delle potenze spartitrici.
L'Impero ottomano fu uno dei due soli paesi al mondo che rifiutò di accettare le partizioni (l'altro fu l'Impero persiano), e riservò un posto nel suo corpo diplomatico per un ambasciatore del Lehistan (Polonia).
Come risultato delle spartizioni, i polacchi furono costretti a cercare un cambiamento di status quo in Europa. Quando Napoleone istituì la Legione polacca all'interno dell'esercito francese, si diffuse tra le file il canto di battaglia La Polonia non è ancora perduta, scritto nel 1797 ed eseguito per la prima volta a Reggio Emilia, e nel secolo successivo accompagnò le varie rivolte (in particolare la Rivoluzione ungherese del 1848). Poeti polacchi, politici, nobili, scrittori, artisti, molti dei quali furono costretti ad abbandonare la terra natia (da cui il termine grande emigrazione), divennero i rivoluzionari del XIX secolo, poiché il desiderio di libertà divenne una delle caratteristiche precipue del Romanticismo polacco; diverse insurrezioni ebbero luogo sia in Prussia che in Austria e Russia.
La Polonia sarebbe brevemente risorta, anche se in una cornice ristretta, nel 1807, quando Napoleone istituì il Ducato di Varsavia. Dopo la sua sconfitta e l'attuazione del trattato del Congresso di Vienna nel 1815, al suo posto fu creato il Regno del Congresso, dominato dalla Russia. Dopo il 1815, la Russia ottenne una fetta maggiore di Polonia (con Varsavia) e, dopo aver sedato la rivolta di novembre del 1831, l'autonomia del Regno del Congresso fu abolita e i polacchi affrontarono confische dei beni, deportazioni, reclutamento militare forzato e la chiusura delle università locali. Dopo l'insurrezione del 1863, si impose una martellante politica di russificazione nelle scuole secondarie polacche e il tasso di alfabetizzazione calò drasticamente, così come in Lituania ebbero luogo vari provvedimenti restrittivi, il più pesante dei quali riguardò il bando della stampa. Nel settore austriaco che assunse la denominazione di Regno di Galizia e Lodomiria, ai polacchi andò meglio e fu concesso di avere una rappresentanza in Parlamento e di formare le proprie università, con il risultato che Cracovia e Leopoli (Lemberg) divennero fiorenti centri di cultura e istruzione polacca. Nel frattempo, la Prussia germanizzò l'intero sistema scolastico dei suoi sudditi polacchi, e non mostrò grande rispetto per la cultura e le istituzioni polacche dell'Impero russo.
Nel 1915, uno stato cliente dell'Impero tedesco e dell'Austria-Ungheria fu proposto e accettato dalle Potenze centrali della prima guerra mondiale: il Regno di Polonia. Dopo la fine del conflitto, la resa delle Potenze Centrali agli Alleati occidentali, il caos della Rivoluzione russa e il trattato di Versailles facilitarono e permisero il ripristino della piena indipendenza della Polonia dopo 123 anni.

## Giudizio storiografico

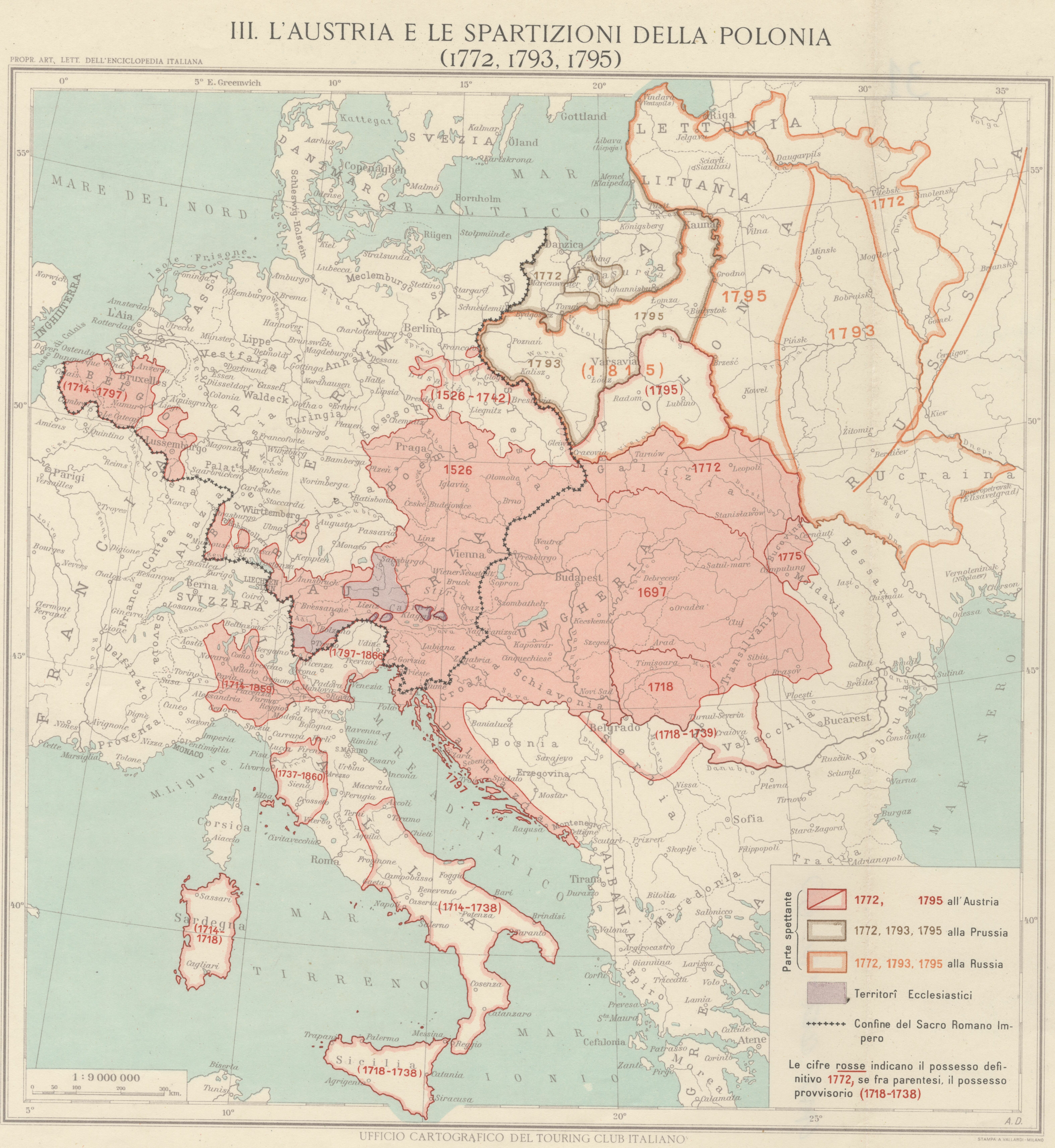
Mappa dell'Austria e delle spartizioni della Polonia fra Austria, Prussia e Russia

La storiografia odierna sostiene che la prima spartizione avvenne quando la Confederazione stava mostrando i primi segni di una lenta ripresa, mentre le ultime due come risposta al rafforzamento delle riforme interne e alla potenziale minaccia che rappresentavano per i suoi vicini assetati di potere.
Per alcuni studiosi, incluso Norman Davies, poiché si tentò di rispettare la politica dell'equilibrio, molti osservatori contemporanei accettarono le spiegazioni degli "apologeti illuminati" dello Stato spartitore di appartenenza. Gli storici del XIX secolo dei paesi che effettuarono le partizioni, come lo studioso russo Sergei Solov'ëv, e i loro discendenti del XX secolo, sostennero che le partizioni apparivano giustificate, in quanto la Confederazione polacco-lituana era entrata in crisi a tal punto da essersi frammentata già quasi da sola a causa del liberum veto, che rese praticamente impossibile operare qualsiasi processo decisionale su questioni divisive, come una riforma sociale su larga scala. Solov'ëv specificò la rottura culturale, linguistica e religiosa tra gli strati supremi e più bassi della società nelle regioni orientali della Confederazione, dove i contadini bielorussi e ucraini vincolati dalla servitù della gleba erano di fede ortodossa e gli autori russi sottolineavano spessissimo le connessioni storiche tra Bielorussia, Ucraina e Russia, come ex parti del vecchio stato russo medievale dove regnava la dinastia dei Rjurikidi (legati alla Rus' di Kiev). Su questa scia, Nikolaj Karamzin scriveva: "Lasciate che gli stranieri blaterino sulla spartizione della Polonia, noi abbiamo preso ciò che era nostro". Gli storici russi hanno sovente sottolineato che la Russia aveva annesso principalmente province ucraine e bielorusse con abitanti slavi orientali: inoltre, anche se molti ruteni non si dimostrarono più entusiasti della Russia che della Polonia e, in barba ai territori etnicamente polacchi e lituani, furono anch'essi annessi in seguito. Una nuova giustificazione per le partizioni sorse con l'Illuminismo russo, in quanto scrittori russi come Gavrila Deržavin, Denis Fonvizin, e Aleksandr Puškin sottolinearono la degenerazione della Polonia cattolica e la necessità di "civilizzarla" dai suoi vicini.
Tuttavia altri contemporanei del XIX secolo si mostravano molto più scettici; per esempio, il giurista britannico Sir Robert Phillimore definì la spartizione alla stregua di una violazione del diritto internazionale, alla stessa maniera del tedesco Heinrich Bernhard Oppenheim. Altri storici contrari alle suddivisioni furono lo storico francese Jules Michelet, lo storico e politico britannico Thomas Babington Macaulay e Edmund Burke, che criticarono l'immoralità delle manovre politiche.
Diversi studiosi si sono concentrati sulle motivazioni economiche delle potenze spartitrici. Jerzy Czajewski scriveva che i contadini russi stavano fuggendo dalla Russia verso ovest in numero abbastanza significativo da diventare una preoccupazione importante per il governo di Pietroburgo, sufficiente a giocare un ruolo nella sua decisione di spaccare la Confederazione. Sempre più spesso nel XVIII secolo, finché le partizioni non risolsero per così dire questo problema, gli eserciti russi avevano fatto capolino nei territori della Confederazione, ufficialmente per recuperare i fuggitivi, ma in realtà rapendo molti locali. Hajo Holborn notò che la Prussia mirava a prendere il controllo del lucrativo commercio di grano del Baltico attraverso Danzica.
Alcuni studiosi adoperano il termine "settore" in riferimento ai territori della Repubblica delle Due Nazioni costituiti dal patrimonio culturale polacco (non polacco-lituano) e dai monumenti storici risalenti ai primi giorni della sovranità della Polonia.

## Lascito

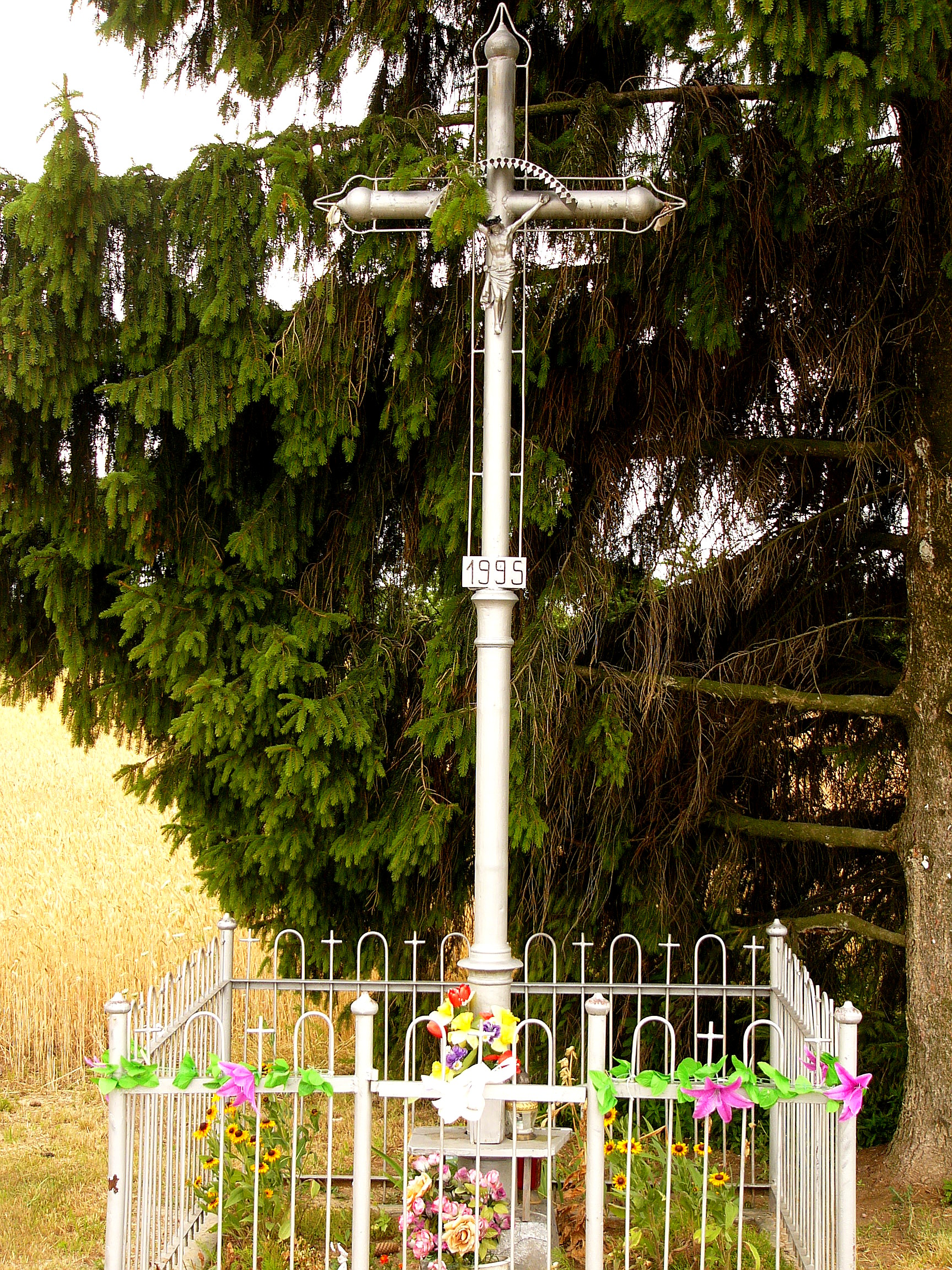
Una croce posizionata lungo un vecchio posto di frontiera austriaco

Nella città di Toruń e nelle sue vicinanze si possono ancora intravedere i resti dell'antica demarcazione russo-prussiana; si tratta di una piccola piana larga 3-4 m con due alte pareti su entrambi i lati. Il punto preciso, situato a Mysłowice, si chiama Trójkąt Trzech Cesarzy (in tedesco Dreikaisereck; in russo Угол трёх императоров?), dove dal 1846 al 1915 era situata la triplice frontiera tra Prussia, Austria e Russia.
In un paese chiamato Prehoryłe nel Distretto di Hrubieszów, a circa 100 metri dalla delimitazione con l'Ucraina, è posizionata una croce lungo la strada, il cui braccio lungo e inferiore costituivano un vecchio cippo di confine austriaco. Nella zona più bassa si può intravedere il termine Teschen, con cui si designa l'odierna Cieszyn, dove sono stati realizzati i posti di confine. Il fiume Bug, che oggi traccia il confine polacco-ucraino, era il corso d'acqua posizionato tra Austria e Russia dopo la terza spartizione della Polonia.
Il Canto degli Italiani, l'inno nazionale della penisola, contiene un riferimento alla spartizione.

## Spartizioni successive

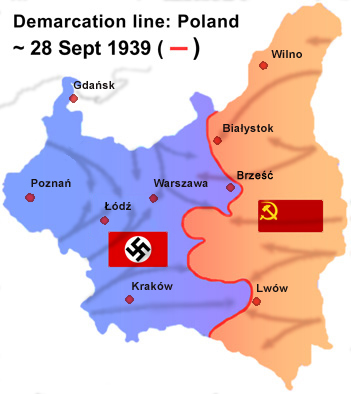
La linea di demarcazione delle zone di influenza tedesca e sovietica sulla Polonia, determinate il 28 settembre 1939.

Si fa sovente riferimento a una quarta spartizione della Polonia in riferimento a una delle tre divisioni avvenute successivamente al 1795:
- 1815: al termine dell'epopea napoleonica, al Congresso di Vienna fu stabilita la divisione del Ducato di Varsavia in tre Stati ad autonomia limitata: Regno del Congresso (dipendente dalla Russia), Granducato di Posen (dipendente dalla Prussia), e Repubblica di Cracovia (città-Stato sotto co-dominio russo-prussiano-austriaco);
- 1832-1848: tale spartizione sarebbe da ravvisare nell'annessione diretta dei tre suddetti Stati polacchi ai tre vicini: nel 1832 la Russia annesse il Regno del Congresso (ribattezzato Nazione della Vistola), nel 1846 l'Austria annesse la Repubblica di Cracovia (divenuta Granducato di Cracovia), e nel 1848 la Prussia annesse il Granducato di Posen (divenuto provincia di Posen);
- 1939: l'occupazione della Polonia avvenuta secondo i termini del patto Molotov-Ribbentrop stipulato tra la Germania nazista e l'Unione Sovietica.[111]

Se si accetta che uno o più di questi eventi possano essere considerati alla stregua delle partizioni del 1772, 1792 e 1795, si comprende come alcuni storici facciano talvolta riferimento alla quarta divisione. Quest'ultimo termine è stato anche usato nel XIX e XX secolo per riferirsi alle comunità della diaspora che hanno mantenuto uno stretto interesse nel progetto di riconquista dell'indipendenza polacca. Le comunità di polacchi espatriati spesso contribuirono con fondi e supporto militare al progetto di ricostruzione dello Stato nazionale polacco. La politica della diaspora fu profondamente influenzata dagli sviluppi in patria e dintorni, e viceversa, per molti decenni.